# Romance histórico

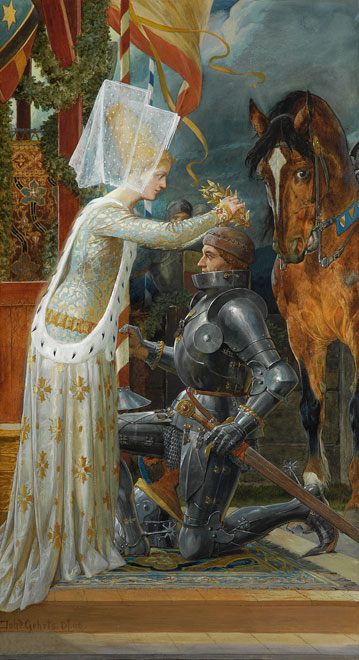
Pintura de Johannes Gehrts (1855–1921), baseada no romance histórico Ivanhoé, de Walter Scott, considerado um dos primeiros romances históricos.

O romance histórico é um gênero literário em prosa em que a narrativa ficcional se ambienta no passado. Geralmente, os romances históricos são marcados pela influência (em menor ou maior grau) de eventos e personagens históricos no desenrolar da trama. Ao longo da história, o gênero teve um papel importante em trazer para um público leitor conhecimentos históricos através das narrativas de ficção. Apesar de tradicionalmente a origem do romance histórico ser atribuída à obra de Walter Scott no início do século XIX, há pesquisas que afirmam que o gênero teve início no final do século XVII e início do século XVIII. Ainda assim, é a partir da publicação e tradução das obras de Scott que esse gênero literário como é comumente entendido se espalha pelo mundo.
O gênero se caracteriza pela forma como articula os aspectos ficcionais da literatura com as pesquisas e com os fatos históricos. Desde o início do gênero, uma das principais preocupações dos autores e dos teóricos é sobre a capacidade do romance histórico em representar, com qualidade, o passado. Nesse sentido, as obras do gênero muitas vezes são criticadas por anacronismos cometidos pelos autores, e por passarem noções erradas sobre o passado. Por outro lado, há também autores, como Ian Mortimer e o próprio Walter Scott, que defendem que uma das principais virtudes do romance histórico é a sua capacidade em tornar o passado palpável, e por serem mais acessíveis ao público geral do que as obras de historiografia.
Outro aspecto importante do gênero é a forma como ele se relaciona à formação dos estados nacionais. O romance histórico desempenhou um papel cultural importante em explorar as relações entre os indivíduos que compõem uma nação e o desenvolvimento histórico dessa nação. Apesar de inicialmente estar ligado à formação dos estados nacionais na Europa, o romance histórico foi utilizado também por autores da América do Sul, da América do Norte, da Ásia, da África e da Oceania para defender a independência dos países contra os regimes coloniais.
No século XX, principalmente durante a segunda metade do século, o gênero passa a ser caracterizado por sua multiplicidade de movimentos literários e subgêneros. Por um lado, há o desenvolvimento de um mercado editorial voltado para o entretenimento de baixo custo, com a produção de centenas de romances históricos por ano, geralmente tidos como tendo pouca complexidade literária. Do outro lado, há a escrita de romances históricos que buscam questionar as convenções do gênero. Na África, na Ásia e na América Latina, o desenvolvimento do romance histórico pós-colonial e o movimento literário do realismo mágico defendem a identidade cultural própria dos países, e os seus movimentos de independência. Há também um movimento em explorar a história de grupos sociais que foram historicamente excluídos de um papel central na literatura, como as mulheres, as pessoas negras, e as pessoas LGBT.

## Contexto de surgimento
O romance enquanto forma literária surge no século XVIII, tomando inspirações diretas de outros gêneros de ficção, como o épico, a autobiografia e o romance de cavalaria. A principal característica do romance, e que o diferencia dos gêneros literários ficcionais que vieram antes, é a busca em retratar, através da literatura, a realidade da forma mais fiel possível. Assim, o romance se diferenciava por buscar explorar as experiências individuais e os aspectos psicológicos de seus personagens, além de ter grande preocupação pelos detalhes da ambientação onde a narrativa ocorre. Dessa forma, o romance não utiliza uma narrativa em versos, mas sim em prosa, para transmitir de forma autêntica a experiência individual do personagem, através de suas ações e seus sentimentos.
Para György Lukács, o surgimento do romance histórico como forma literária só foi possível em razão de uma nova percepção histórica que surge no século XVIII. Para ele, a Revolução Francesa e as guerras napoleônicas são eventos que, além de alterarem a ordem social na França, modificaram também a própria experiência histórica da população geral. Para o autor, as revoluções sociais do final do século XVIII passaram a fazer com que não apenas as classes letradas, mas também os camponeses compreendessem a história como algo que determina ativamente o seu cotidiano e a sociedade como um todo, ampliando o interesse por livros históricos. Esta nova compreensão da história, ligada profundamente ao desenvolvimento de um sentimento nacional, ocorrida na França e em diversos outros países europeus, permite, de acordo com Lukács, o surgimento do romance histórico como um gênero literário.
A maior parte dos autores situa as origens do romance histórico por volta da virada do século XVIII para o século XIX, especialmente a partir da obra de Walter Scott. Mas sobretudo a partir do século XXI, alguns especialistas no tema buscam traçar as origens do romance histórico em autores e gêneros de escrita anteriores a esse período. Dentro deste grupo de pesquisadores, alguns, como Franco Moretti, tentam demonstrar a existência de outras formas de literatura de ficção histórica antes do romance, enquanto outros, como Richard Maxwell e April Alliston, confrontam diretamente a figura de Walter Scott como o criador do romance histórico, afirmando que o gênero na sua forma moderna teve origem na França, no final do século XVII. Estes autores, representados sobretudo por Richard Maxwell e seu livro The Historical Novel in Europe, 1650-1950 (2009), colocam como a ideia de Walter Scott enquanto pai do romance histórico se dá em razão principalmente da influência do trabalho de György Lukács nas pesquisas sobre o tema ao longo de todo o século XX.

### Público

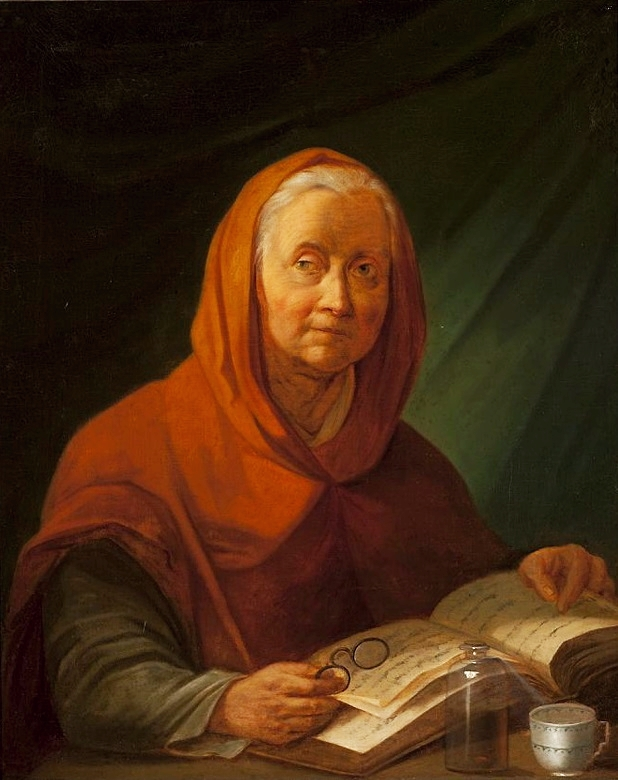
Pintura de Jean-Pierre Norblin de La Gourdaine, de 1800, representando uma mulher idosa lendo um livro. O século XVIII foi marcado pela ampliação do acesso a leitura para mulheres das classes mais altas.

O século XVIII tem como característica a ampliação do público interessado em literatura. Apesar disso, não se pode pensar que essa ampliação significava a existência de uma grande massa de leitores; há estimativas de que a correlação entre livro comprado e público comprador era de 1 livro para cada 100 pessoas, enquanto outras mais otimistas estimam a proporção de 20 leitores por exemplar. É preciso considerar também que a maior parte da população era analfabeta no século XVIII, tanto nas zonas rurais quanto nas urbanas (em menor número). Isso se devia principalmente pela ausência de ensino público: a maioria das escolas eram particulares ou mantidas por doações, tendo custos acima do que a população pobre poderia pagar. Também existiam as escolas de caridade, que instruíam gratuitamente a população, mas que serviram muito mais como uma forma de instruir os trabalhadores pobres para o seu dia-a-dia através da alfabetização do que, de fato, garantir, ou mesmo visar uma instrução letrada capaz de garantir a leitura de obras literárias.
Dessa forma, o grande público-alvo do mercado editorial em ascensão era a classe média, que era, de certa forma, motivada a se instruir de acordo com as necessidades de suas profissões ligadas ao comércio, à administração etc. O que mais tendia a delimitar o público leitor do século XVIII era a questão econômica, principalmente pelo aspecto material da compra dos livros. Apesar do preço dos livros comercializados variarem bastante dependendo do tipo da capa, do tamanho e de outras características, grande parte dos exemplares custava tanto quanto (ou algumas vezes até mais) do que os salários semanais da maioria das pessoas. Isso fazia com que apenas as pessoas das classes médias-altas e altas tivessem acesso aos livros por meio da compra, e essa é uma característica importante para entender quem era o público leitor desse período. Além das questões materiais, também havia uma separação de classes em relação à leitura: era subentendido que a prática da leitura deveria ser um entretenimento apenas dessas classes elevadas, pois os camponeses e artesãos não poderiam distrair-se de suas tarefas para ler. Outra questão é que a forma do romance, de texto corrido, sem tantos rodeios na maneira de escrita, também permitiu que mais pessoas se interessassem por ele, fazendo com que fosse ampliado o púbico leitor de ficção através do século XVIII.
Tendo em vista que as mulheres eram o setor mais ocioso da sociedade, em especial as das classes mais altas, elas se tornaram uma das partes principais do público consumidor de romances. Havia a compreensão de que a literatura se adaptava ao mundo feminino, por conta da grande quantidade de tempo livre de que as mulheres dispunham. Enquanto os homens se ocupavam de atividades na esfera pública, tanto de administração de negócios quanto de entretenimento, as mulheres ficavam de fora e a literatura servia para passar o tempo. O autor Ian Watt escreve que mesmo entre as mulheres das classes trabalhadoras de cidades como Londres era comum a restrição das esposas ao ambiente doméstico e muitas não trabalhavam fora. Com o desenvolvimento da manufatura, muitas das tarefas do lar como fazer pão, tecer e fiar não eram mais necessárias, pois esses produtos poderiam ser comprados. Isso também contribuiu para a ociosidade feminina, principalmente nas regiões urbanas como Londres e as cidades provincianas maiores. Outra parte da sociedade que poderia ser incluída no setor ocioso são os aprendizes e os criados, uma das mais numerosas classes de profissionais do século XVIII. Estes trabalhadores possuíam tempo e luz do dia para ler, e normalmente poderiam pegar os livros emprestados das casas em que trabalhavam, principalmente os criados; assim como tinham mais chances de comprá-los com seu pagamento, já que não precisavam arcar com despesas de alimentação e moradia.
Através do desenvolvimento do comércio, cada vez mais pessoas entraram no que foi se formando enquanto a classe média no século XVIII, e consequentemente cresceu também o mercado editorial e o público leitor. A ampliação do público com acesso à literatura fez com que ela também se tornasse mais ampla, justamente para atender a esse maior número de leitores.

### Preço e circulação

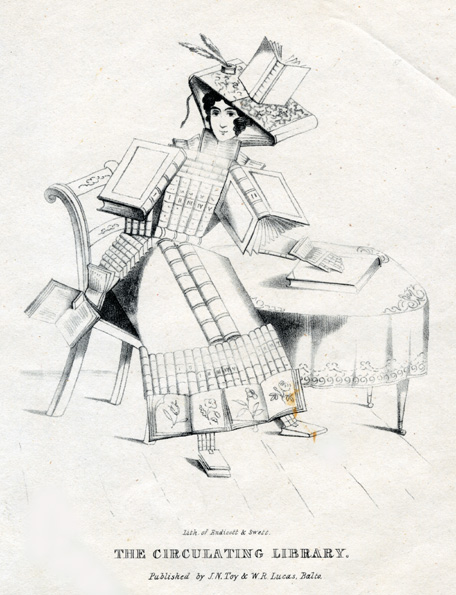
Litografia The Circulating Library, de 1826, que faz a relação das bibliotecas circulantes com o seu público principal: as mulheres.

O romance, comparado a outros gêneros de livro, tinha um preço mediano, e havia uma série de possibilidades para baratear seu custo e fazê-lo alcançar mais pessoas, como a divisão de uma obra em volumes menores para que fossem vendidos a preços mais acessíveis. Frequentemente esses livros foram impressos em três volumes. Apesar disso, apenas as classes mais abastadas tinham possibilidade material de adquiri-los e lê-los. Uma comparação interessante é a diferença de custos entre os livros de literatura e as peças de teatro na Inglaterra, por exemplo. Segundo Ian Watt, apenas os miseráveis não poderiam gastar um pêni ocasionalmente para ir ao Globe Theatre, enquanto as obras impressas mais simples custavam em média três xelins.
Além dos altos preços dos livros, sendo que apenas as classes mais altas tinham acesso e tempo para o consumo, é preciso lembrar que no século XVIII só se poderia ler durante o dia ou sob a luz de velas; as velas não eram um produto trivial e os trabalhadores braçais não tinham tempo para ler durante o dia.
Algo que possibilitou uma maior distribuição e aumento do acesso aos livros de literatura, principalmente a de romance, foram as bibliotecas circulantes, nome dado a estabelecimentos comerciais que alugavam livros por preços abaixo dos preços de venda. O próprio Walter Scott, no prefácio da edição de 1826 de Waverley, afirmou que passou boa parte de sua infância em uma biblioteca circulante de Edimburgo. O romance enquanto gênero literário pôde se popularizar através desses locais, pois era a principal atração de quem buscava essas bibliotecas.

## Características
Ao contrário de outros tipos de romance, como o romance gótico, o romance sentimental e o romance picaresco, o romance histórico não é definido pelo seu estilo de escrita, sua sentimentalidade, seus valores morais ou mesmo um determinado período. O romance histórico se define justamente pelo seu caráter histórico, pelo distanciamento entre o tempo do autor e o período em que a obra se situa. Esse distanciamento histórico também significa que todo romance histórico, necessariamente, envolve aspectos ficcionais na elaboração de sua narrativa. 

### Pesquisa histórica
Um dos aspectos essenciais do romance histórico, e da ficção histórica no geral, é a quantidade de pesquisa necessária por parte do romancista. Por se tratar de um tipo de literatura sobre o passado, demanda que o escritor tenha o conhecimento histórico para retratá-lo, se não de forma fiel ao menos convincente para o leitor. Umberto Eco, no posfácio de seu romance histórico O nome da rosa, aponta que, ao se escrever um romance ambientado no passado, é preciso ter conhecimento de todo o contexto em que os personagens estão inseridos, pois é preciso construir o mundo em que o romance se passa.
Nesse sentido, a utilização de notas de rodapé e prefácios com contextualizações históricas, por exemplo, foi uma prática comum dos romances históricos desde o século XVIII. A relação e a disputa entre história e a literatura fez parte do desenvolvimento do romance histórico e da historiografia. Em romances históricos como em Iracema e O Guarani, de José de Alencar, as notas de rodapé serviam como forma de promover uma leitura crítica dos romances, incentivando o leitor a ler as obras utilizadas pelo romancista em sua pesquisa. As notas de rodapé também serviam para demonstrar os indícios históricos que o autor se baseou para a escrita do romance, de forma a buscar comprovar a veracidade das representações feitas sobre o passado.

### Espaço
Um aspecto importante do romance histórico, sobretudo a partir do século XIX, é a forma como o espaço físico é representado. Na crítica literária contemporânea, o autor Franco Moretti é um dos expoentes na análise da literatura dos século XVIII e século XIX através da forma como os diferentes gêneros literários, sobretudo o romance, interagem e representam com o espaço físico.

Sobre o romance histórico, Moretti aponta que aqueles escritos no século XIX são ambientados perto das fronteiras, longe do centro das nações europeias. De acordo com o autor, essa delimitação espacial ocorre pois nestes lugares é possível ambientar facilmente o conflito com o desconhecido, com o diferente. Em Waverley, por exemplo, a fronteira entre Inglaterra e Escócia marca a divisão entre diferentes estágios de civilização; em Salammbô, as muralhas de Cartago dividem os mercenários estrangeiros e os cartagineses.

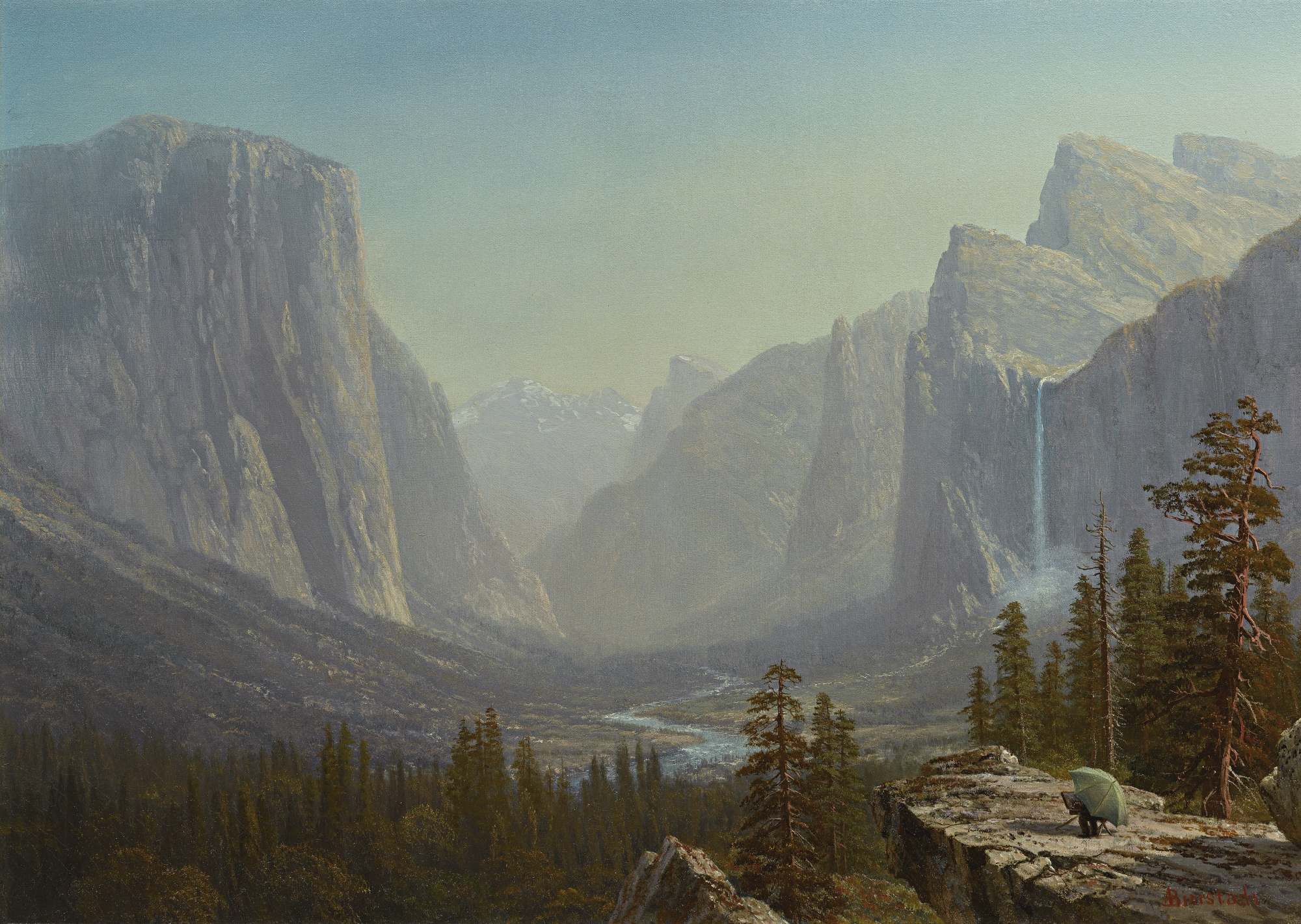
Yosemite, de 1875, por Albert Bierstadt. As fronteiras, geralmente representadas por montanhas, rios e costas, são uma característica marcante do romance histórico.

 Essas fronteiras também costumeiramente são não apenas divisões externas entre as nações, mas divisões internas, entre diferentes grupos políticos e sociais dentro de um mesmo Estado-nação. Neste sentido, as fronteiras marcam não apenas divisões territoriais, mas divisões ideológicas, políticas e até mesmo antropológicas. Como aponta György Lukács, uma das características do romance histórico, principalmente em autores como Walter Scott e Balzac, é a exploração dos conflitos internos das sociedades que se pacificam na conclusão do romance.
Moretti aponta que este aspecto fronteiriço do romance histórico corrobora com a ideia de que a formação nacional é um tema comum do gênero. A história dos conflitos na fronteira também se torna a história da integração da periferia interna das nações ao centro metropolitano dos Estados-nacionais. Esta integração muitas vezes é vista de forma crítica, através da derrota trágica dos líderes das resistências locais, como ocorre em Waverley com a morte do líder rebelde escocês, Fergus. Nos romances históricos dos Estados Unidos, a fronteira é representada como um espaço não de integração como na Europa, mas de expansão. Neste sentido, as fronteiras marcam, neste contexto, o Destino Manifesto dos EUA em direção ao oeste, em uma expansão que, para a maioria dos autores do século XIX, significava a eliminação das culturas dos povos indígenas nativos fosse pela incorporação e branqueamento das populações, fosse pelo genocídio.

### Nacionalismo
O romance histórico está ligado, desde suas origens, à ascensão do nacionalismo a partir da segunda metade do século XVIII. O autor Franco Moretti aponta que a segunda metade do século XVIII marca a consolidação da ideia de Estado-nação na Europa, através dos cercamentos rurais, do aumento da industrialização, a ampliação dos sistemas de comunicação e a consolidação dos mercados nacionais. Esse processo leva a maioria da população a se enxergar para além da esfera local, passando a se compreender como parte de uma dimensão nacional - e mesmo internacional. O romance histórico tem um papel importante na formação dessa nova ideia de indivíduo.
Nesse sentido, o modelo de romance histórico de Walter Scott, apesar de ser estruturado de forma que a narrativa seja baseada a partir da experiência individual do protagonista, tem também, num âmbito mais geral, a exploração da sociedade e do ambiente em que os personagens estão inseridos. Neste sentido, o romance, e sobretudo o romance histórico, tem como uma das principais características a exploração da relação de um indivíduo dentro de sua sociedade, e, especificamente, sua nação. Em certo sentido, o romance histórico narra, no primeiro plano, a experiência individual do personagem principal e seu desenvolvimento ao longo do tempo, mas, em segundo plano, narra também o desenvolvimento histórico da sociedade, ou da nação, a partir dos eventos históricos que ocorrem ao longo da narrativa.
Em razão destes aspectos, muitos dos romances históricos escritos a partir do século XIX, em diferentes contextos, estão atrelados à questões da formação de uma identidade nacional. Durante todo o século XIX, a questão da identidade nacional é central em romances históricos no contexto dos Estados-nação europeus, mas também nas independências do continente americano, no nacionalismo do período Meiji no Japão, no movimento cultural da Al-Nahda no Egito e em diversas partes do Império Otomano, além de diversos outros contextos. Além disso, no século XX, com os processos de independência e descolonização na África, diversos autores de países do continente africano escrevem romances históricos de caráter pós-colonial, visando a construção de identidades nacionais próprias, e em alguns casos, a propagação do pan-africanismo.

### Temporalidade

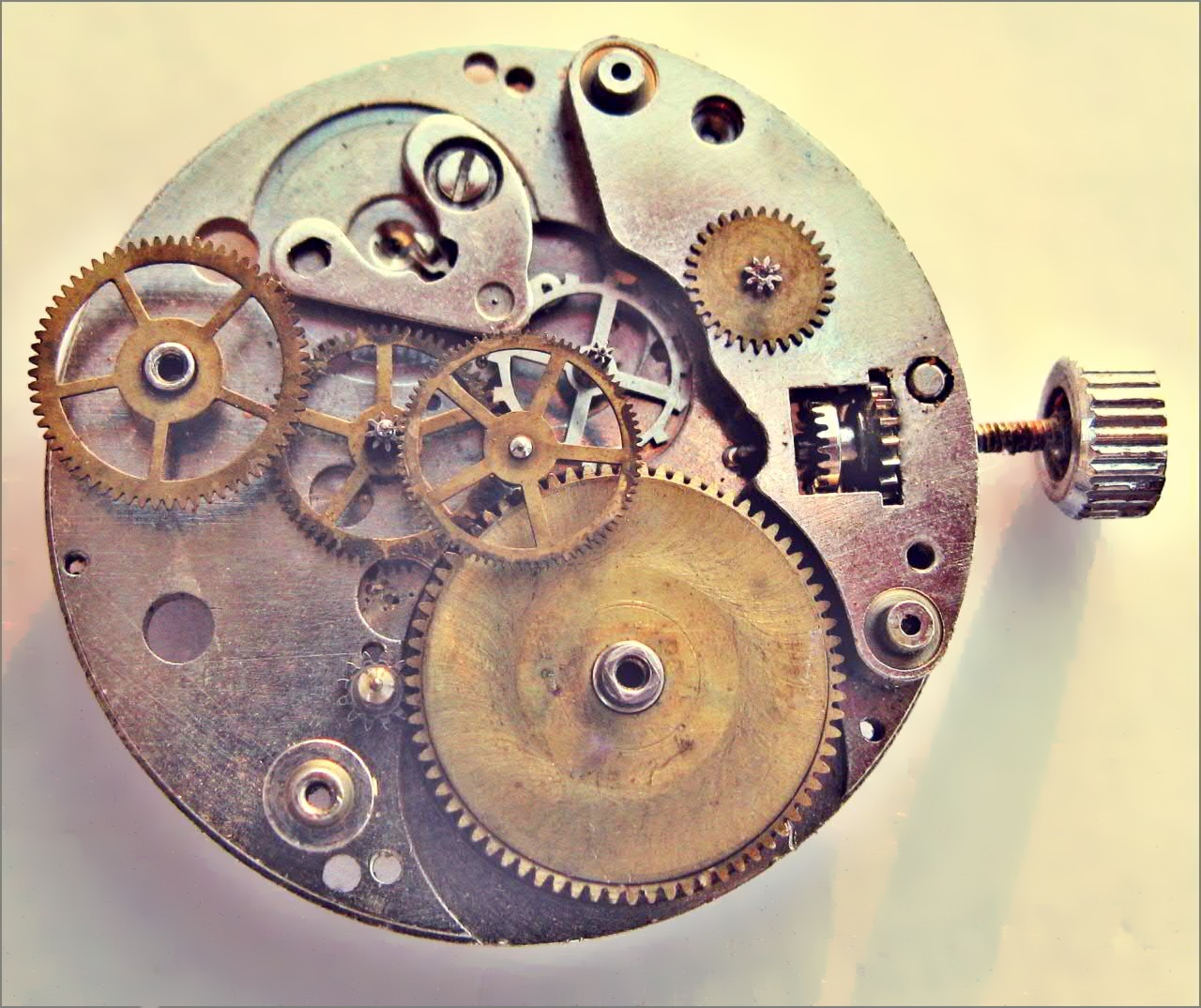
Old Time Machine, fotografia de 2009, que mostra as diversas engrenagens que compõem o tempo.

O romance também é caracterizado, principalmente no século XVIII, pela compreensão de que o tempo e o contexto histórico de seus personagens, determinam em grande medida as suas experiências de vida, e a sociedade em que vivem. Neste sentido, a temporalidade passa a ser um fator importante na narrativa, havendo interesse em demonstrar como os personagens se desenvolvem e mudam com o passar do tempo. O romance, portanto, está ligado às discussões presentes na querela dos antigos e modernos sobre as diferenças entre passado e presente, e no desenvolvimento da experiência do tempo moderna.
Um importante aspecto de todo o romance histórico são as múltiplas temporalidades envolvidas nas narrativas. O romance histórico lida com, ao menos, dois períodos históricos diferentes: o contexto histórico em que o romance se situa, e o contexto histórico do próprio autor. Ainda assim, mais temporalidades podem estar envolvidas em uma obra, como por exemplo a temporalidade dos leitores, uma vez que uma obra pode ser reinterpretada de formas diferentes ao longo dos séculos.
O autor Mikhail Bakhtin considerava que uma das principais características do romance histórico, e uma de suas principais virtudes, é a forma como o passado e o presente interagem nas obras. O autor considerava que dentre todos os gêneros literários, o romance foi, na era contemporânea, aquele que foi mais capaz de representar o passado, e a possibilitar a experiência do tempo moderna de que o tempo é composto por uma sequência de eventos, e de que o passado consiste apenas em outros presentes. Nesse sentido, a noção de tempo que é utilizada nos romances históricos costuma ter a função de contextualizar o passado representado, mostrar para o leitor como seria a experiência de viver naquele determinado período, naquele determinado espaço.
Há ainda romances históricos em que dentro da narrativa os personagens experienciam diferentes contextos históricos, normalmente através de viagem no tempo, como na série de livros A viajante no tempo, em que uma enfermeira do século XX é transportada para o século XVIII. No entanto, essa estratégia narrativa remonta ao século XIX, através de obras como A Dream of John Ball (1888) de William Morris, ou Um ianque na corte do Rei Artur (1889), de Mark Twain.

### Gênero

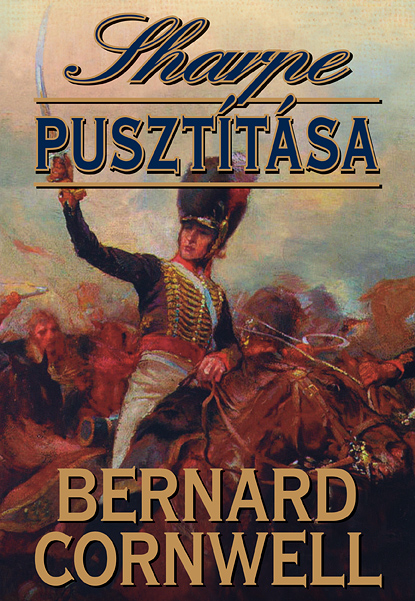
Capa de um dos livros da série Sharpe, escrita por Bernard Cornwell. Os livros de Cornwell são apontados como um dos maiores representantes contemporâneos dos romances históricos de aventura voltados para o público masculino.

No início do século XIX, período em que a maioria dos autores aponta como sendo da criação do romance histórico, ele é visto como um gênero voltado para um público majoritariamente masculino, em que os livros se situam em universo majoritariamente masculino - tendo como pai-fundador Walter Scott. Para Diana Wallace, dentro do contexto do século XIX, Walter Scott foi responsável por pegar o romance - um tipo de literatura visto até então como trivial e feminino - e criar um subgênero (o romance histórico) com grande valor literário, a partir da utilização de narrativas históricas majoritariamente masculinas.
Autores como Diana Wallace, Michael Phillpott, Amy Kaplan, Katie Trumpener, Ian Denner e outros apontam como o romance histórico do século XIX, muito ligado à ascensão do nacionalismo em diferentes países e contextos, tem como característica possuir protagonistas homens. Especificamente no caso de romances ambientados em países anglófonos fora da Inglaterra, como Estados Unidos, Irlanda e Escócia, estes protagonistas geralmente eram ingleses viajantes, que exploravam o país em que o romance se ambienta sob a ótica de um estrangeiro, como em Waverley, de Walter Scott, e Aventura dos chefes escoceses, de Jane Porter.
No romance histórico do século XX, sobretudo a partir do final da Segunda Guerra Mundial, há um direcionamento do mercado literário para a criação de romances históricos voltados para homens e de romances históricos voltados para mulheres. Em linhas gerais, os romances históricos voltados para homens deste período tendem retratar guerreiros ou soldados participando de guerras e batalhas heroicas ao longo de aventuras serializadas, enquanto que os romances históricos voltados para mulheres tendem a se concentrar em períodos históricos específicos ou na ficcionalização da vida de grandes mulheres da história, havendo uma grande influência do romance sentimental e das obras de Jane Austen, como The Virtuous Courtesan, de Mary Brennan, Rebel Lady, Convenient Wife, de June Francis.
No entanto, através dos romances de contra-narrativas e das obras de autoras do movimento feminista, principalmente a partir da década de 1970, há um esforço em redefinir o papel tradicional das personagens femininas na literatura. Romances históricos como Criminosa ou inocente? de Margaret Atwood, Josefina Bonaparte: contos de paixão e infortúnio, de Sandra Gulland e Memórias de uma Gueixa de Arthur Golden fazem parte deste movimento literário. Acompanhado desse processo, há também a criação da crítica literária feminista, que busca o resgate das histórias e dos livros de autoras do século XVIII e do século XIX, buscando demonstrar a existência de escritoras mulheres durante este período, e a necessidade de se combater à desigualdade de gênero na literatura e na crítica literária.

## Antecedentes

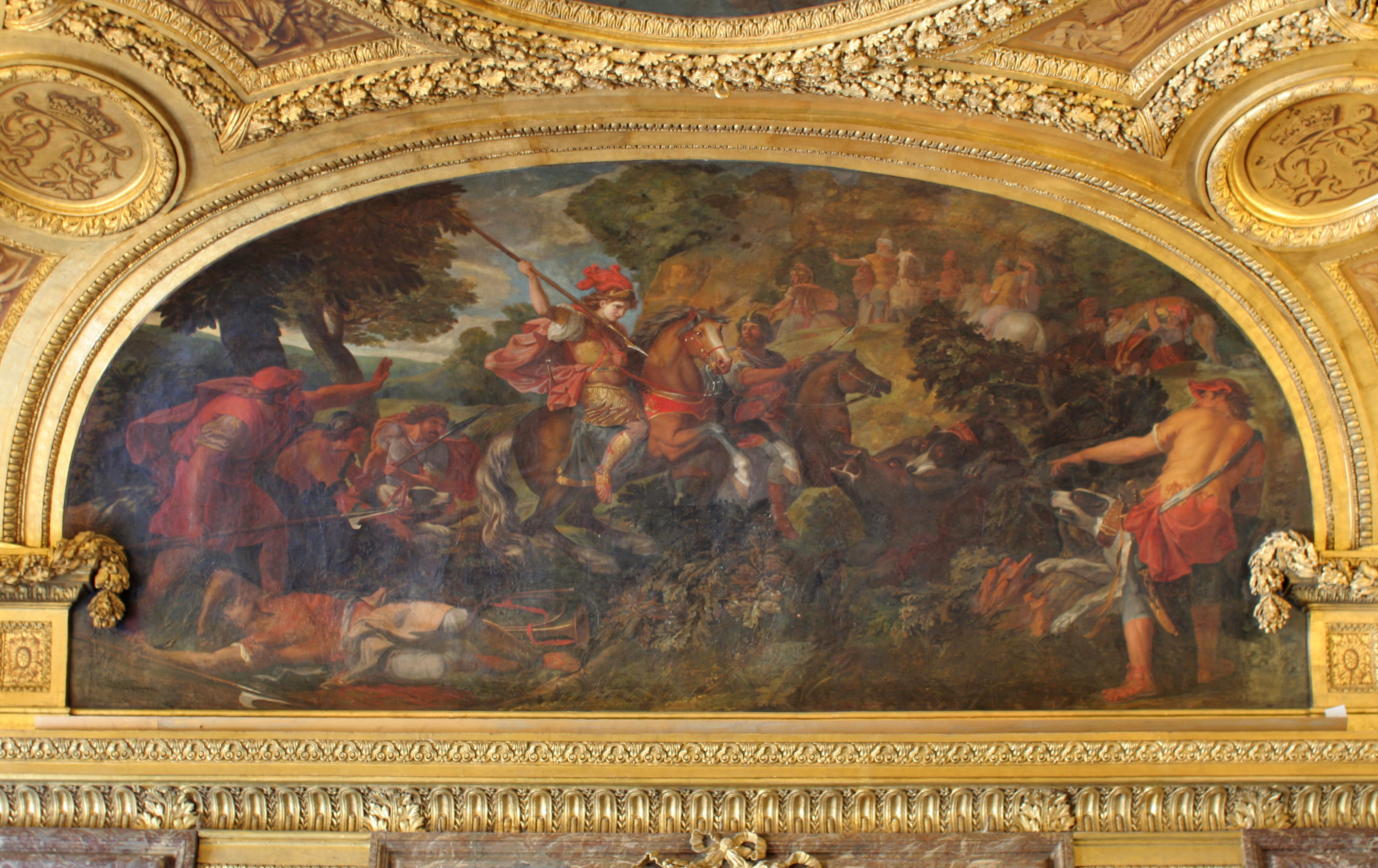
Uma pintura de Ciro, o Grande, de 1678, no Palácio de Versalhes. A Ciropédia, de Xenofonte, uma espécie de tratado político sobre a vida de Ciro, foi apontada por George Saintsbury como uma das precursoras do romance histórico.

A maioria dos autores que analisam a história do romance histórico consideram que ele teve início entre o final do século XVIII e começo do século XIX, geralmente associando seu surgimento às obras do escocês Walter Scott. Porém, existem outras propostas de datação como a realizada por George Sainstbury, em 1895, no The Historical Novel, um dos primeiros livros analisando o romance histórico enquanto um gênero literário. Neste livro, Saintsbury observa aspectos do que viria a ser o romance histórico em obras da antiguidade clássica, especificamente na Ciropédia, de Xenofonte, escrita no século IV a.C. Para o estudioso, a obra pode ser considerada o primeiro romance histórico já que Xenofonte escreve sobre a história e o costumes da cultura persa de séculos antes de seu tempo, utilizando diálogos ficcionais para ilustrar a narrativa da obra.
Apesar das limitações da argumentação de Saintsbury, como o fato de a Ciropédia se tratar de um tratado político e não ter a intencionalidade de ser uma obra de ficção, diversos autores desde então têm analisado e discutido as possíveis origens do romance histórico, na literatura grega e romana, assim como nos épicos medievais, nas sagas islandesas, e em algumas obras renascentistas.
Autores mais recentes, como Michael Phillpott, Jack Goody e Daniel Couègnas apontam o final do século XVII e a primeira metade do século XVIII como as origens mais diretas do romance histórico enquanto gênero literário.  Alguns autores, como Richard Maxwell, atribuem a origem do romance histórico às disputas entre história particular e história secreta e, consequentemente, às relações entre história e ficção, na historiografia francesa do final do século XVII, através da obra A princesa de Clèves, de 1678, escrita pela Madame de Lafayette.

### Século XVII

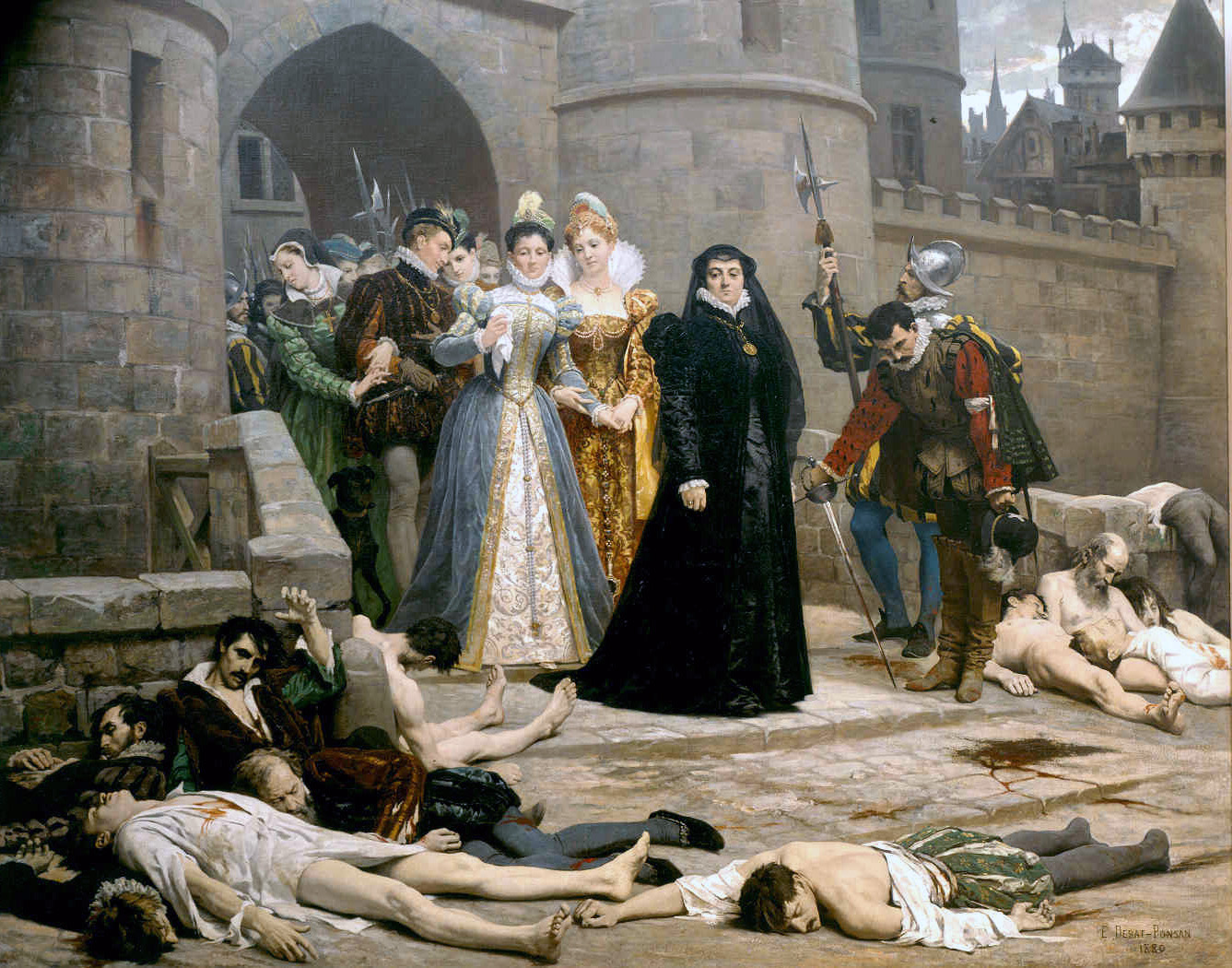
Catarina de Médici observa os corpos de protestantes após o massacre da noite de São Bartolomeu. Pintura francesa de 1880. Essa temática foi recorrente nos romances históricos.

O autor Richard Maxwell aponta como no século XVII na França, havia uma dificuldade em distinguir narrativas históricas de narrativas ficcionais sobre o passado. Apesar de não serem uma forma literária muito popular, os livros sobre História neste período eram escritos por autores que não poderiam ser considerados nem historiadores, nem romancistas, mas algo entre as duas funções. No final do século, alguns intelectuais franceses, como Pierre Bayle, passaram a buscar diferenciar as duas formas de escrita, buscando valorizar narrativas comprovadamente verdadeiras acima de narrativas literárias ou com aspectos ficcionais. Ou seja, definiam que, enquanto a história tratava do estudo rigoroso do passado e o que de fato aconteceu, a ficção histórica deveria ser tratada como entretenimento, mais preocupada com a narrativa em si do que com a veracidade da ambientação histórica. Desta forma, estes autores passam a defender a valorização da História (escrita a partir de uma pesquisa documental) como um gênero literário mais nobre do que a ficção histórica, por mesclar eventos históricos com personagens fictícios, o que, para eles, era uma tentativa de enganação mal-intencionada do público.
É neste contexto que Madame de La Fayette publica, em 1662, sua obra La princesse de Montpensier, um conto histórico (no francês, nouvelle historique) em prosa ambientado no século XVI, durante o reinado de Carlos IX. Para Richard Maxwell, esta obra marca o início daquilo que viria a se tornar o romance histórico em sua forma predominantemente difundida. Enquanto muitos dos livros produzidos na época se ambientavam na Antiguidade, La Fayette escreve seu livro em um passado recente, do século anterior ao que escrevia, algo que vinha sendo uma preocupação da historiografia do período, em razão das guerras externas e internas que ocorriam na França do século XVII. Em especial, Maxwell aponta como a obra fazia referência, em ordem cronológica, a diversos eventos históricos que ocorreram no século anterior, se utilizando de cartas, documentos e livros sobre o período na obra ficcional. Para ele, a obra de La Fayette responde às críticas da época ao criar um conto de ficção histórica que se utiliza de documentação e de pesquisa bibliográfica para descrever a ambientação histórica. 
Maxwell também destaca como a escrita de La Fayette se relaciona com a história secreta e a história particular, duas correntes de escrita histórica muito populares na França do período. O clímax da narrativa em La princesse de Montpensier, que acontece durante o massacre da noite de São Bartolomeu, demonstra como La Fayette utiliza-se tanto de aspectos de história secreta (utilizando-se de cartas e especulações sobre membros da corte de Carlos IX) quanto de história particular (as ações individuais e biográficas de um personagem afetando o desenrolar de grandes eventos históricos), para mesclar as linhas entre história e ficção, algo que teria grande influência nas ficções históricas escritas nas décadas seguintes. Ao colocar uma personagem fictícia, com personalidade, história e ações imaginadas pela autora, a participar ativamente de um evento histórico bem-documentado e importante para a história da França no período, La Fayette cria um tipo de ficção histórica que se diferencia daquelas que a precederam.
Dezesseis anos depois, em 1678, a autora publica A princesa de Clèves, sua obra mais conhecida. Seguindo a mesma estrutura da obra anterior, o livro segue a história de uma nobre francesa do século XVI que se casa e entra para a corte de Henrique II, experienciando a série de eventos que antecedem e se seguem à morte do rei francês. Richard Maxwell destaca como é em A princesa de Clèves que La Fayette consegue balancear perfeitamente a ligação entre história particular - a narrativa biográfica da Princesa de Clèves - e história secreta - a narrativa mais ampla da série de eventos e conspirações que levam à morte de Henrique II.
O gênero da nouvelle historique se origina na obra de La Fayette mas se expande através de autores como César Vichard de Saint-Réal e sua obra Don Carlos (1671). Maxwell aponta como, apesar do gênero ter perdido popularidade no final do século XVII, ele tem uma grande importância para o desenvolvimento do gênero de ficção histórica em prosa, que levaria à criação do romance histórico durante a segunda metade do século XVIII.

### Século XVIII

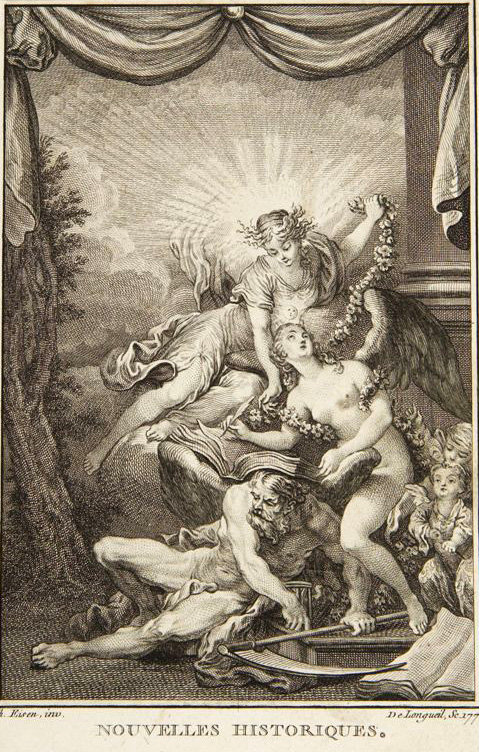
Ilustração de Joseph de Longueil e Charles-Dominique-Joseph Eisen para um compilado de romances históricos em francês, de 1774.

A expansão do mercado literário europeu do século XVIII, marcado pela criação das bibliotecas circulantes e a expansão no número de periódicos e romances impressos, em especial a partir da metade do século, levou à criação de diversos sub-gêneros e formatos de ficção em prosa, como o romance sentimental, o romance gótico, e também o romance histórico. Nesse sentido, pela metade do século, a ficção histórica em prosa já era uma forma de escrita familiar aos círculos literários da Europa. É neste período que muitos autores, em diferentes contextos nacionais, passam a colocar no subtítulo de suas obras termos que definiam claramente um sub-gênero específico de romance, no encontro entre história e ficção. Nesse sentido, a autora Anne Stevens aponta Longsword (1762), de Thomas Leland, como sendo o primeiro livro em língua inglesa com o subtítulo “a historical romance”, e aponta que ao longo das quatro décadas seguintes, 88 romances publicados em língua inglesa compartilhavam do mesmo subtítulo ou se utilizando de sinônimos. Ao mesmo tempo, o termo “roman historique” aparece na língua francesa no subtítulo de La princesse de Gonsague (1756) de Joseph Durey, assim como “romanzo storico” e “novela historica” aparecem utilizados em traduções nas línguas italiana e espanhola na década de 1770. 
Apesar de haver já algumas produções de romances históricos em diversos países da Europa, o romance histórico em sua forma popular no século XVIII se desenvolve a partir do contato entre os dois lados do Canal da Mancha: França e Reino Unido. Enquanto autores como Richard Maxwell e James R. Foster dão uma importância grande para a influência francesa sobre a ficção histórica britânica, autores como Mark Salber Phillips, Anne Stevens e Fiona Price destacam a relação entre a ficção histórica produzida no século XVIII com outras formas diversas de escrita histórica do período, e em especial a relação com os autores do Iluminismo Escocês.
Na França do final do século XVIII, a ficção histórica perde muito de seu prestígio, após uma série de debates e polêmicas sobre o papel - e a indistinção - entre ficção e história nas obras dos autores desse período, como Stéphanie Félicité, François d'Arnaud e Sophie Cottin. Durante este período, o romance histórico francês sofreu grande influência da "libelle", um tipo de escrita satírica popular do período, caracterizada por tratar da biografia de grandes figuras políticas e históricas da França, tais como Maria Antonieta e Madame du Barry, que especulava sobre as práticas sexuais escabrosas, com a intenção de afetar a imagem pública sobre essas figuras. Neste sentido, muitos dos romances históricos desse período foram criticados por não diferenciar fato e invenção nas suas narrativas, manipulando o público para acreditar em coisas inventadas sobre determinados personagens históricos, principalmente daqueles pertencentes à realeza francesa. Isso levou a queda na popularidade do gênero no país, sobretudo entre os leitores que faziam parte de setores conservadores e anti-jacobinos. Mesmo assim, Richard Maxwell destaca como a recepção da literatura francesa influenciou muitas obras da geração que antecedeu Walter Scott. Autoras como Sophia Lee se inspiravam diretamente em Cleveland, de Antoine François Prévost, que também era lido avidamente por William Godwin, famoso intelectual inglês do período.
Já os romances históricos britânicos do período também estavam ligados diretamente às produções da historiografia britânica, marcada pelas obras de autores como David Hume, William Robertson e Edward Gibbon.  Apesar de ambos serem gêneros literários que tratavam da História, o romance histórico era considerado menos prestigioso, e também com menos produções: no século XVIII, foram produzidos cerca de 10 mil trabalhos historiográficos contra 3 mil romances históricos. Desta forma, o romance histórico britânico, sobretudo de 1780 até Scott, buscava se aproximar, em busca de popularidade, dos trabalhos de historiadores e antiquários, experimentando com novas técnicas de escrita e incluindo em seus livros formas e conteúdos da escrita da história. Este processo se dava através da utilização de notas de rodapé, prefácios com o contexto do período da ambientação e epígrafos para cada capítulo. A autora Fiona Price destaca como os romances de autores como Thomas Leland, James White, Anna Maria Mackenzie, Clara Reeve, Sophia Lee e diversos outros do período buscam, através de suas narrativas em prosa, interrogar o papel, a metodologia, a recepção e o propósito da História, e que portanto se enquadram no conceito de “romance histórico”.
O romance Desmond (1792), escrito pela autora inglesa Charlotte Turner Smith, ambientado durante a Revolução Francesa de 1789, passou a ser estudado a partir da década de 1970 por pesquisadoras e pesquisadores da história das mulheres como um dos romances históricos mais influentes do século XVIII, por sua influência nas obras não apenas de Walter Scott, mas também de autoras como Mary Wollstonecraft e Emily Brontë. Na obra, Smith demonstra apoio à causa dos revolucionários franceses e fala sobre a necessidade de reformas econômicas e democráticas na Inglaterra, incluindo críticas a diversos aspectos da organização patriarcal da sociedade europeia do período. Nesse sentido, apesar de se tratar de um romance ambientado em um passado próximo do período em que foi publicado, Smith dedica boa parte da obra a examinar o passado da aristocracia inglesa e francesa, numa defesa do radicalismo do final do século XVIII e uma crítica às tradições e costumes históricos de França e Reino Unido.
Já a obra O castelo Rackrent (1800), escrita pela irlandesa Maria Edgeworth, é considerada pela autora Katie Trumpener como uma das principais inspirações para o modelo de romance histórico de Walter Scott. Edgeworth teve como principal preocupação de suas obras a compreensão da união entre Inglaterra e Irlanda ao longo do século XVIII, que levou por fim ao Ato de União de 1800, e inaugurou o gênero do "conto nacional" irlandês, explorando a identidade das comunidades nacionais e as relações entre as diferentes nações. Esta questão da identidade nacional é um aspecto que passa a figurar como peça fundamental para o desenvolvimento do romance histórico no século XIX.
Fora do contexto europeu, no final do século XVIII no Japão, durante o final da Era Tokugawa, um gênero de ficção em prosa chamado yomihon (読本, lit. "livro de leitura") surge, sendo classificado por alguns autores como uma forma de romance histórico, em razão de seu caráter nacionalista e sua utilização de documentos históricos. O yomihon, apesar de não tão popular quanto outras formas de literatura do Japão do século XVIII, surge no período da transição do centro cultural japonês de Osaka e Kyoto para Edo. O gênero, sobretudo no início de seu desenvolvimento, entre 1750 e 1800, se inspirava em adaptações da literatura de ficção chinesa, com ambientações históricas, normalmente com narrativas budistas, muitas vezes com caráter sobrenatural. Também havia inspiração em algumas obras anteriores, como o Heiji monogatari (平治物語 , lit. "Os contos de Heiji"), épico do século XIX.

## História

### Século XIX

#### Walter Scott e o Romance Histórico

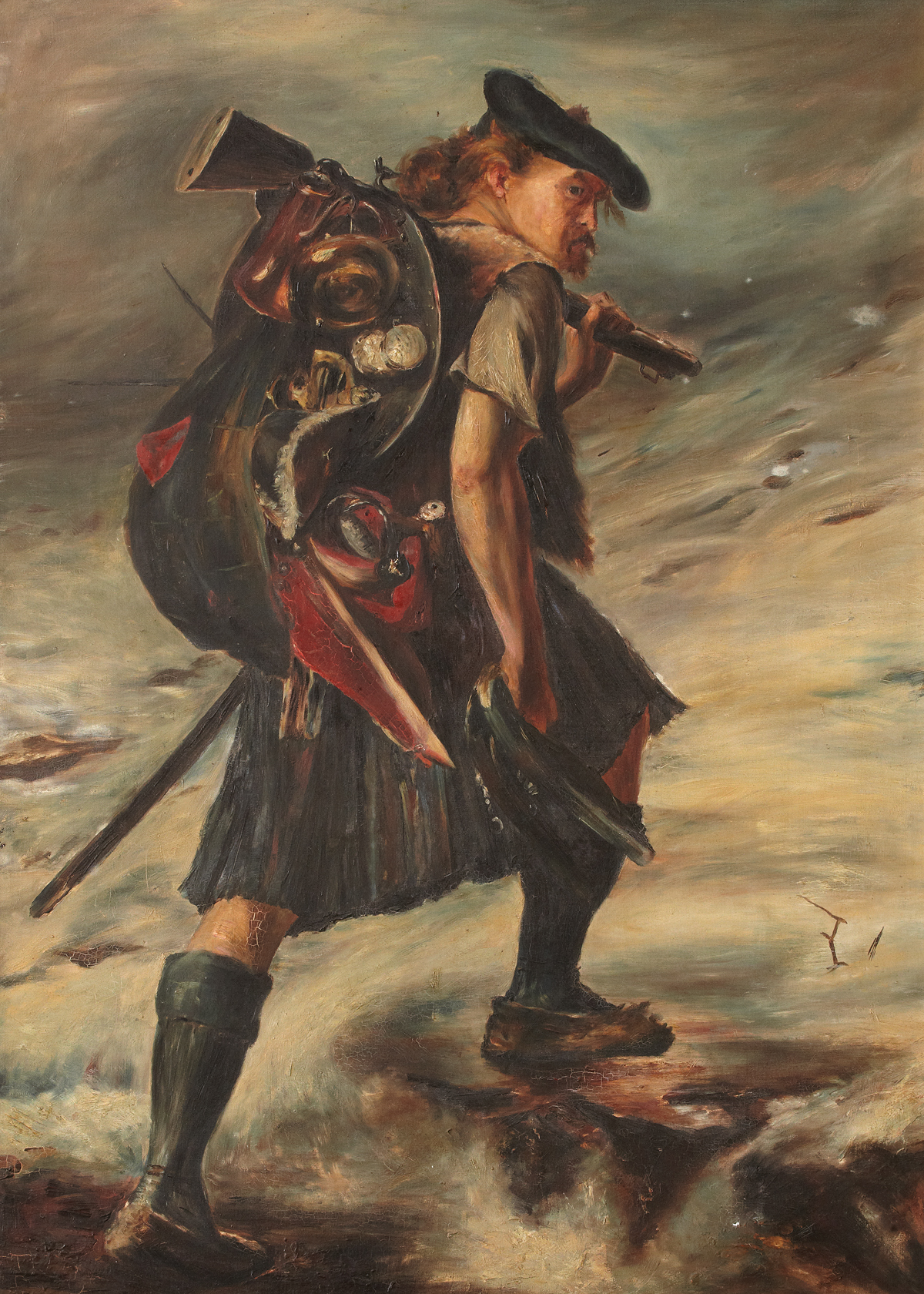
Disbanded. Ilustração de Edward Waverley feita por John Pettie para a edição de 1893 do romance histórico Waverley, de Walter Scott.

Apesar da discussão a partir da década de 1990 sobre se o escocês Walter Scott seria o inventor do romance histórico, é consenso que a sua obra tornou o romance histórico uma das formas literárias mais populares e criticamente aclamadas da primeira metade do século XIX. Quando publicou seu primeiro romance histórico, Waverley, em 1814, Scott tinha 43 anos, e já era conhecido e renomado por seus trabalhos na poesia escocesa.
Na escrita de seus romances históricos, Scott estudou muito da literatura europeia do século anterior, se inspirando em obras como Os anos de aprendizado de Wilhelm Meister de Goethe, no movimento das nouvelles historiques francesas, na literatura nacionalista de Maria Edgeworth, no romance gótico de Ann Radcliffe e no gênero de romance como um todo, iniciado com Dom Quixote, de Miguel de Cervantes. Scott também estudou as obras de autores do Iluminismo Escocês, como Adam Ferguson, David Hume, Lord Kames e Adam Smith, e é a partir dessas obras que Scott desenvolve o conceito de história e de tradição para suas obras, central para a construção do passado nacional escocês.
Waverley segue a história do protagonista, Edward Waverley, um jovem inglês que viaja para as Terras Altas da Escócia e que acaba envolvido na nascente revolta jacobita de 1745, liderada por Carlos Eduardo Stuart. No começo da narrativa, Waverley tem uma concepção idealizada da cultura e do modo de vida escocês, mas â medida que se desenvolve, ao interagir com os clãs gaélicos das Terra Altas, descortina uma realidade muito mais difícil, quando situações que inicialmente aparentam ser heroicas terminam em tragédia. Neste sentido, Walter Scott busca demonstrar que, para além de uma idealização sobre as origens dos costumes e tradições, o passado é composto por pessoas reais com experiências históricas próprias e muitas vezes trágicas. Outros romances históricos escritos por Scott, apesar de ambientados em períodos históricos diferentes, seguiam o mesmo princípio de explorar as origens da cultura e dos costumes escoceses através de narrativas ficcionais históricas.
Walter Scott buscava não dar peso muito grande para personagens históricos reais em suas narrativas. Dessa forma, os romances históricos escritos por ele tinham, normalmente, protagonistas ficcionais, geralmente pertencentes à classe média da Inglaterra, enquanto grandes personagens da história figuravam apenas no pano de fundo do romance. Nesse sentido, os personagens de Scott experienciam os movimentos e as mudanças históricas, mas nunca tendo um papel direto nelas, inseridos em um contexto que é maior do que aquilo que compreendem.

#### Romantismo
Como aponta Richard Maxwell, os romances históricos que se seguiram à popularização das obras de Walter Scott passaram a se encontrar dentro de um movimento literário mais amplo, o Romantismo. Apesar de sua rápida expansão para fora da Europa, o romance histórico scottiano teve um impacto quase imediato na França, na Inglaterra e na Escócia.

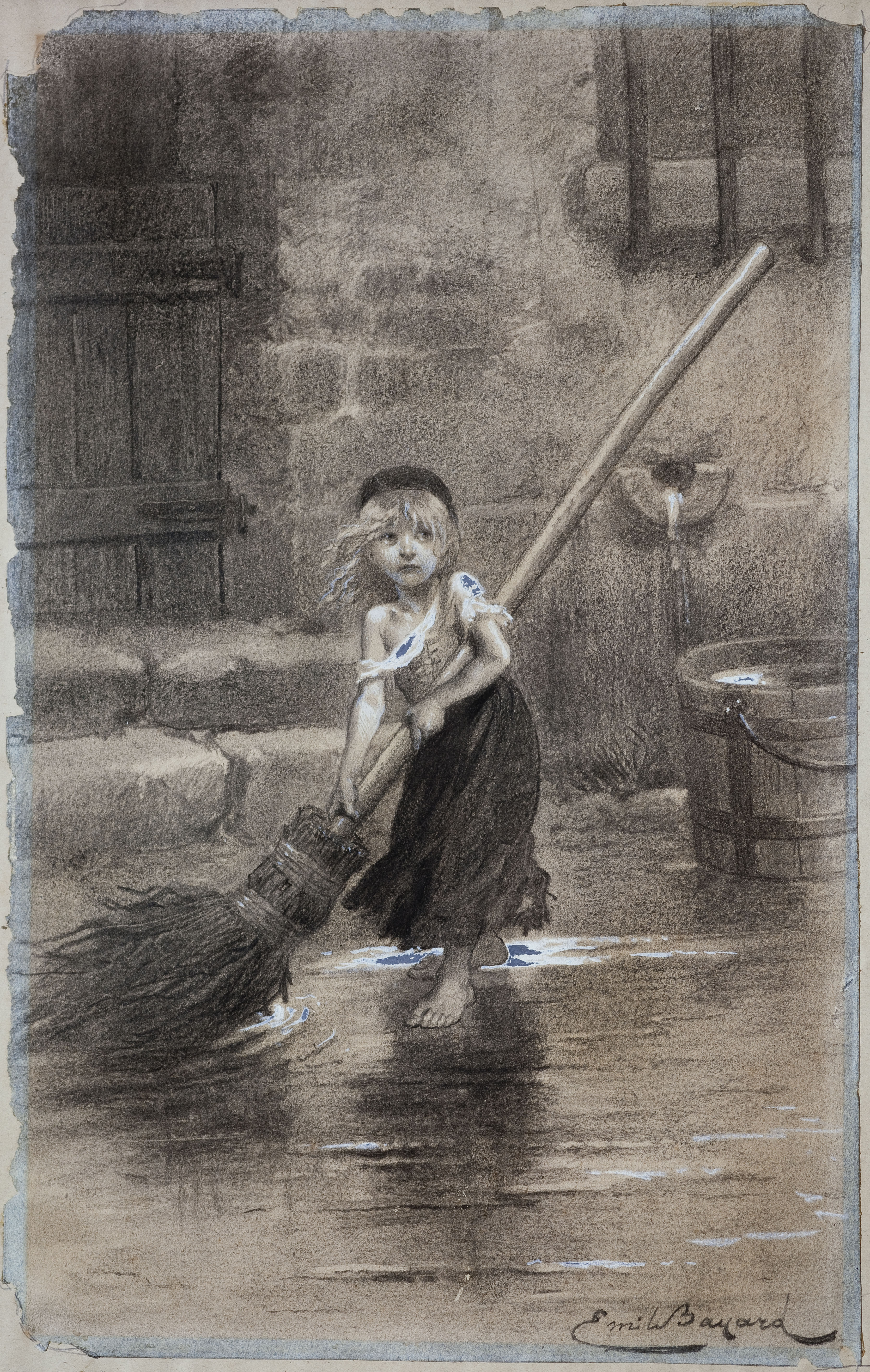
A jovem Cosette varrendo, ilustração feita por Émile Bayard para a edição de 1862 de Les Misérables, de Victor Hugo.

Na França, o romance histórico se desenvolveu, na primeira metade do século XIX, a partir de um modelo próprio, diferente daquele utilizado por Walter Scott. Este modelo de romance histórico desenvolvido na França é, na Europa, o mais caracteristicamente alinhado ao Romantismo. Este período, após a queda de Napoleão, é marcado pela Restauração da monarquia Bourbon ao trono francês, após sua deposição 25 anos antes, com a Revolução Francesa. Neste sentido, o romance histórico do período é marcado pela tentativa de explorar os períodos tumultuosos da Revolução Francesa e do regime napoleônico, tanto por parte dos apoiadores da monarquia, quanto aos autores simpáticos aos ideais dos republicanos e liberais. Um outro aspecto do romance histórico do Romantismo francês é a crítica à industrialização e ao aumento desenfreado das populações urbanas.
Dentre aqueles favoráveis à Restauração Bourbon, estavam Alfred de Vigny, autor do romance histórico Cinq-mars ou uma conjura no reino de Luís XIII, de 1826. O autor considerava que a Revolução de 1789 decorria de uma série de erros do desenvolvimento da monarquia francesa no século XVIII, como a diminuição da autonomia da nobreza e o aumento da influência da burguesia (e com ela, o pensamento revolucionário). No prefácio de sua obra, Vigny escreveu um ensaio intitulado Reflexões sobre a verdade na arte, em que descreve o papel da arte francesa em analisar o passado em busca dos erros históricos cometidos, traçando uma ideia de "amadurecimento histórico" após um período traumático de revoluções. Vigny também criticava o "modelo estrangeiro" de Walter Scott de colocar os grandes personagens da história em segundo plano, e colocava como protagonistas de suas histórias nobres, pensadores e reis franceses.
Victor Hugo fazia críticas similares ao modelo scottiano, apesar de, ao contrário de Vigny, ser um crítico da monarquia francesa, adepto dos movimentos da oposição liberal francesa. Hugo considerava que, apesar de terem grande valor literário, as prosas de Walter Scott não tinham a grandeza necessária: sua ideia era aproximar o romance histórico do drama e do épico, de forma a representar a história numa escala grandiosa e bela. Nesse sentido, o romance histórico de Hugo é marcado por uma representação romântica dos eventos históricos, com um caráter moralizante, buscando, através da história, ensinar lições de moral úteis para o presente.
Alexandre Dumas também era adepto da ideia de que os personagens históricos reais deveriam ser os protagonistas dos romances históricos franceses. Dumas inaugurou, a partir de Os Três Mosqueteiros, de 1845, uma nova tendência no romance histórico, que teria uma grande influência na segunda metade do século: a ideia de serialização, romances com continuações e personagens recorrentes, geralmente publicados em partes em periódicos e jornais. As crônicas de D'Artagnan e dos mosqueteiros continuaram nas obras Vinte anos Depois, de 1845, e O Visconde de Bragelonne, de 1850, além de um quarto romance, A Esfinge Vermelha, continuação direta de Os Três Mosqueteiros, deixada incompleta por Dumas, publicada postumamente em 1946. Os romances de Dumas são caracterizados por terem não um, mas quatro protagonistas, ao longo de múltiplos anos, em uma série de romances que, ao contrário dos romances de Balzac e Hugo, focam mais nas aventuras de seus personagens do que na preocupação com os modos e virtudes do período.
Dentro dessa geração de autores, Honoré de Balzac é aquele que se aproximou mais diretamente do modelo de romance histórico de Walter Scott. Em sua obra A Comédia Humana, o autor busca retratar diversos aspectos da história francesa entre 1789 e 1848, e é marcada por uma concepção histórica de relações entre presente e passado, e uma busca de uma representação realista dos diversos personagens que compõem o cenário político francês, dos camponeses à elite aristocrática. Balzac é considerado o autor que marca a transição na literatura francesa do romantismo para o realismo, passando a uma preocupação com problemas sociais contemporâneos.
Na Itália, o romance histórico, através das obras de Walter Scott, foi recebido positivamente, sobretudo na principal cidade do Romantismo italiano, Milão. Ao longo da década de 1820, diversos autores passariam a escrever os primeiros romances históricos italianos, como Ildegonda, escrita por Tommaso Grossi em 1820. Entre os anos de 1820 e 1840, Alessandro Manzoni passa a escrever Os noivos, sua obra mais famosa e um dos principais romances históricos da Europa da primeira metade do século XIX. A obra teve um grande impacto na literatura italiana e no romance histórico europeu, pela sua pesquisa histórica extensa, e pela preocupação de Manzoni com os limites entre história e ficção.
Manzoni havia vivido em Paris entre 1805 e 1810, e acompanhou de perto o surgimento do Romantismo francês. Nos anos após a derrota de Napoleão, Manzoni participou ativamente das discussões sobre o Romantismo na Itália, surgidas com a publicação de um ensaio da Madame de Stäel em 1816, e teve seus primeiros contatos com a obra de Walter Scott. A partir disso, Manzoni passou a se dedicar a escrever seu próprio romance histórico, misturando a literatura romântica e o modelo scottiano com a perspectiva da filosofia da história de Giambattista Vico.

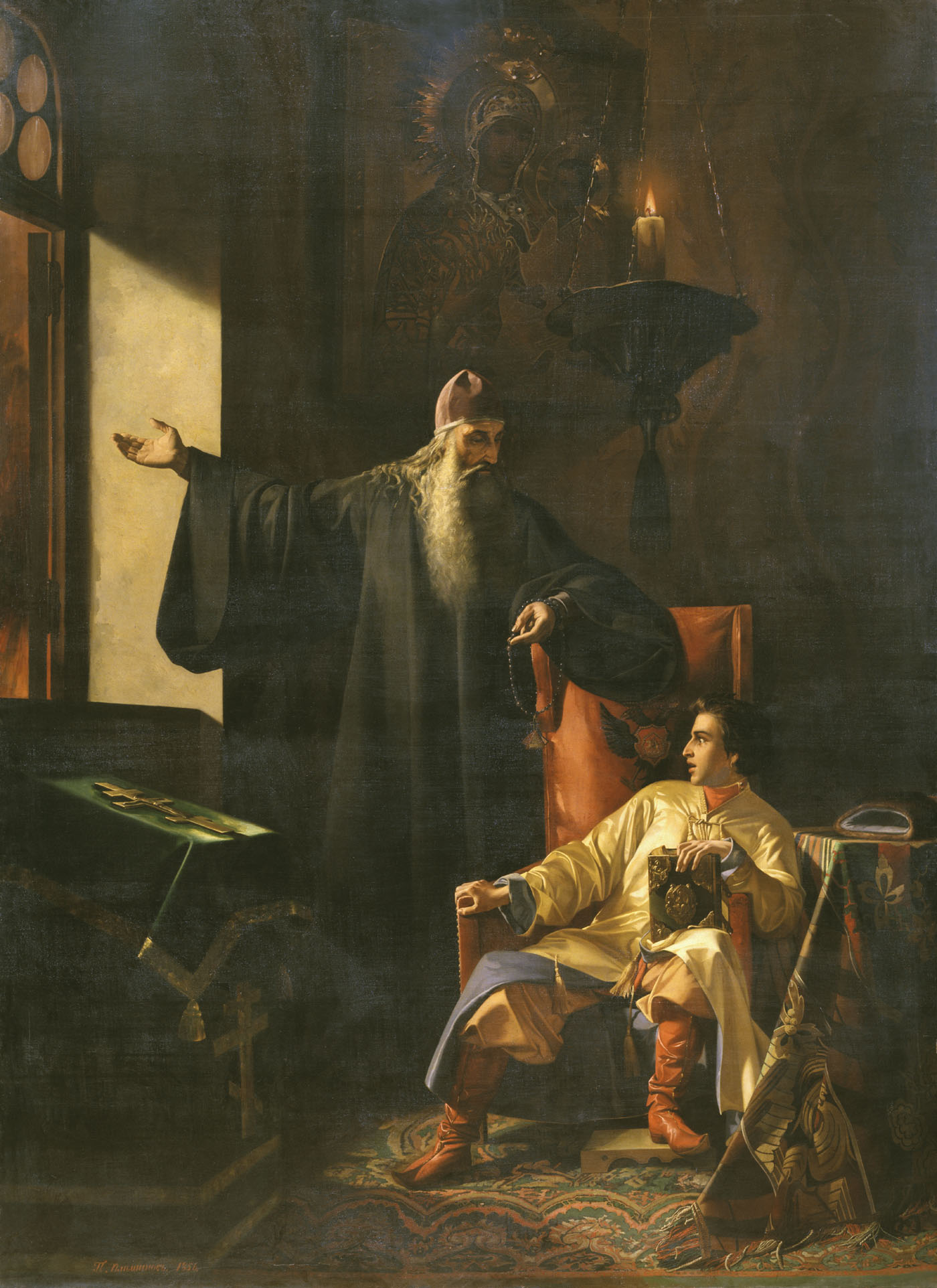
Czar Ivan, o Terrível e o Padre Sylvester (Царь Иоанн Грозный и иерей Сильвестр), pintura de 1856 por Pavel Pleshanov. O reinado de Ivan terrível foi tema constante nos romances históricos russos.

Na Rússia Imperial do século XIX, o romance histórico chegou na década de 1830, em um momento de busca por uma identidade nacional, e de uma nascente historiografia russa. As origens do romance histórico russo se dão a partir da publicação de A História do Estado Russo (em russo:  Истории государства Российского), obra em 12 volumes escrita pelo historiador Nikolai Karamzin entre 1818 e 1829, e das primeiras traduções das obras de Walter Scott para o russo, ocorridas no mesmo período. Uma geração inteira de autores russos passou, na década de 1830, a escrever romances históricos, explorando o passado russo através do gênero do romance histórico. Estes autores incluíam Alexander Pushkin, Nikolai Gogol, Faddei Bulgarin, Rafail Zotov, e muitos outros. Esta primeira geração de romancistas foi marcada justamente por sua ligação ao Romantismo, e da inspiração no modelo de romance histórico não apenas de Walter Scott, mas também de Victor Hugo, Alfred de Vigny e Alessandro Manzoni.
O sucesso dos romances históricos no mundo literário russo foi tão grande na década de 1830, que os termos "romance" e "romance histórico" se tornaram sinônimos na língua russa. Um dos principais dilemas da literatura deste período é sobre o pertencimento do Império Russo ao mundo europeu, e sobre a noção do que seria a história russa. Para muitos intelectuais russos da época, ao contrário das nações europeias, o passado russo seria marcado pela monotonia e pela falta de uma cultura moderna própria. Os romancistas do período buscaram contrapor essa noção a partir da demonstração da diversidade da cultura russa, com suas múltiplas religiões, costumes e tipos de clima. Ao longo do tempo, este debate passou a ser marcado por um crescente nacionalismo russo, com um esforço por parte dos autores em escrever sobre uma variedade de períodos e regiões da história russa, incluindo as primeiras populações Rus' na Alta Idade Média, as conquistas de Ivan, o Terrível e de Pedro, o Grande, o reinado de Catarina, a Grande e as Guerras Napoleônicas.
Enquanto a década de 1830 marcou o auge do romance histórico russo, com mais de 100 publicações por diferentes autores, a década de 1840 foi marcada pela queda de popularidade, com menos de 40 publicações. Ao longo do final da década de 1830 e no decorrer da década de 1840, o romance histórico passou a ser considerado uma forma de literatura menos prestigiada e até mesmo infantil. Em um período em que a literatura russa passa a se dedicar a problemas sociais do período e a ser influenciada pelos primeiros autores da "Escola Natural" (primeiro período do Realismo na Rússia), muitos dos novos romances históricos passaram a ter como público-alvo não mais a elite intelectual, mas sim o público infantil.
Depois da queda da popularidade do romance histórico durante a década de 1840, o gênero passou por um período de crise. Apesar de produções como Odnorog de Panteleimon Kulish terem sido publicadas, nenhuma obra da década de 1850 obteve notoriedade, e os críticos apontavam que o gênero estava ultrapassado. Na década de 1860, um grande número de romances históricos foram publicados, em uma tentativa de renovação do gênero, mas sem muito sucesso. Um dos principais romances históricos desse período foi Príncipe Serebrenni (em russo:  Князь Серебряный), escrito por Aleksei Konstantinovich Tolstoy e publicado em um periódico de Moscou entre 1859 e 1861. A obra de Aleksei, primo de segundo grau de Leo Tolstoy, é considerada o último romance histórico inspirado no modelo clássico de Walter Scott e última grande obra do romantismo russo.

#### Realismo
Ao contrário do romance histórico scottiano e dos diferentes modelos propostos pelos autores do Romantismo, os romances do Realismo buscavam demonstrar as relações entre passado e presente e como estes ocupam um mesmo espaço: as ruas, os prédios e as cidades em que as tramas ocorrem são marcadas pelas histórias passadas, pelas ações de reis, soldados e revolucionários. Esta relação era influenciada também pelo desenvolvimento e o aumento do interesse pela arqueologia na sociedade europeia deste período, e os autores passaram a explorar as conexões entre passado e presente a partir de elementos cotidianos.

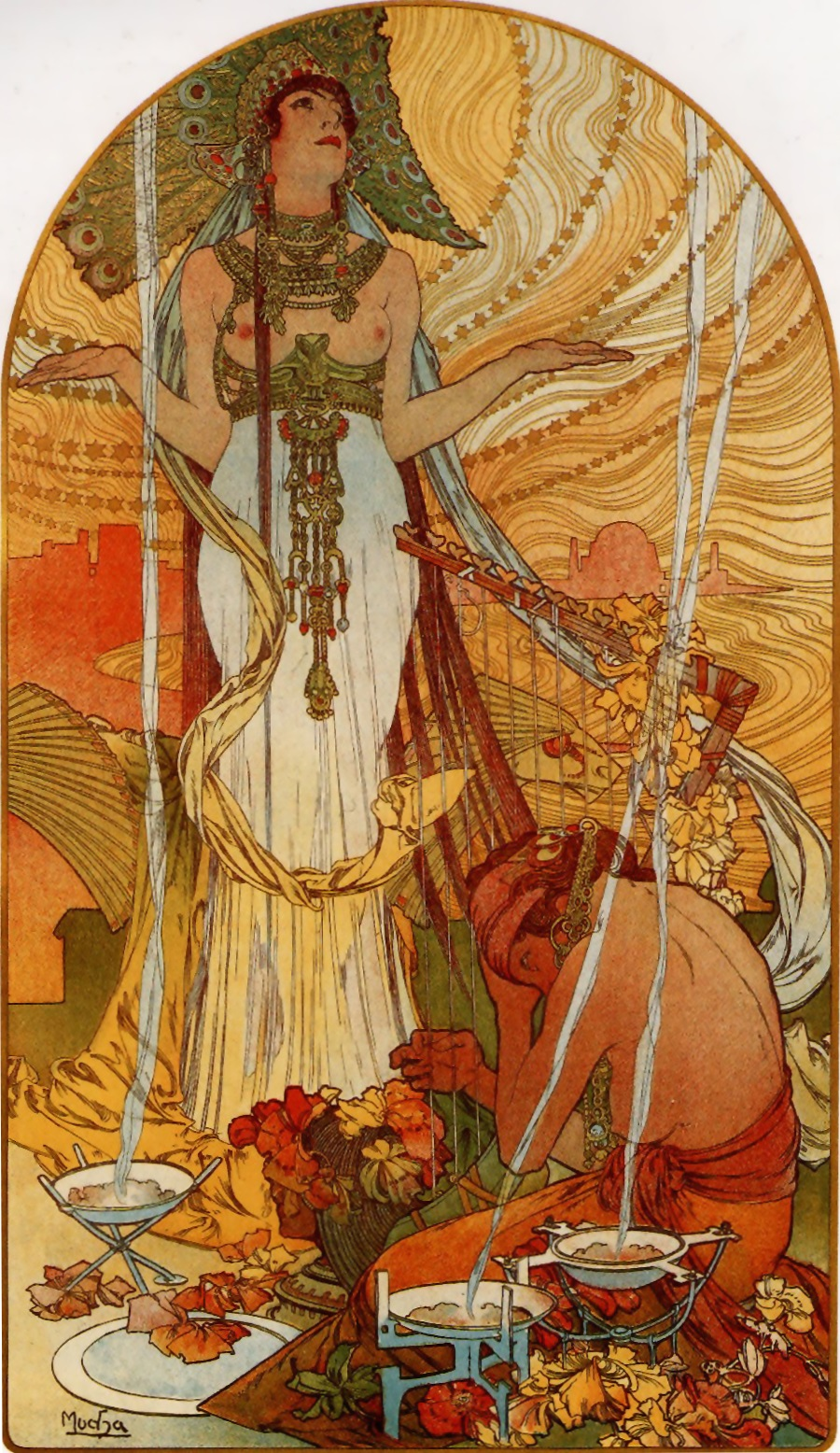
Salammbô, pintura de 1896 por Alfons Mucha, baseada no romance histórico de mesmo nome, escrito por Gustave Flaubert.

Na França, os autores do Realismo são identificados por György Lukács como sendo responsáveis por recuperar a tradição do Iluminismo e da Revolução Francesa, posicionando-se de forma clara contra a Restauração Bourbon e à monarquia francesa. Neste contexto, dois autores marcam o início do Realismo francês: Prosper Mérimée e Stendhal. Mérimée retoma a ambientação do Massacre da Noite de São Bartolomeu - utilizado no século XVII pela Madame de La Fayette em La princesse de Montpensier - em Crônica do reino de Carlos IX, publicada originalmente em 1829. As obras de Mérimée são caracterizadas pelo empirismo, com pesquisas extensas sobre o cotidiano, os modos de agir e aos detalhes dos períodos e dos personagens que retrata, de forma a buscar uma representação realista. Outra característica de suas obras é a sua busca por extrair da história lições universais que sejam aplicáveis a todos os períodos. Mérimée ironizava em suas obras a concepção de que os protagonistas dos romances históricos deveriam ser os grandes personagens reais, e se colocava contra a monumentalização e a romantização dessas personagens pelos adeptos do Romantismo, e também do Neoclassicismo. Os romances históricos que escreveu são caracterizados pela exploração da vida privada cotidiana de personagens comuns, e a forma como as grandes mudanças históricas impactam no cotidiano.
Stendhal, em O Vermelho e o Negro, publicado em 1830, aproxima o romance histórico do presente ao trazer a ambientação da trama a 1826. Por essa razão, a obra é muitas vezes considerada mais próxima do romance psicológico e do romance social do que do romance histórico em si. Ainda assim, O Vermelho e o Negro é marcado pela constante interação entre o presente, em que os personagens vivem, e o passado recente da França, sendo o ambiente e as relações políticas e sociais do livro definidos como consequência de um contexto histórico mais amplo.
O realismo francês e o romance histórico se alteram, no entanto, com as Revoluções de 1848. Em um aspecto prático, a crise de 1848 serve como marco temporal para apontar a queda do romance histórico clássico, concebido pelo modelo scottiano. É por volta deste período, na década de 1840, que o gênero passa a ser visto como uma forma literária menor, apenas de entretenimento, ou voltada para um público infantil. Na França, o gênero terá um novo retorno com a obra Salammbô, de Gustave Flaubert, publicada em 1862. Neste período, Flaubert já era um romancista renomado por causa de Madame Bovary, publicado 5 anos antes, em 1857. Sallambô se ambienta na Cartago do século III a.C., após a Primeira Guerra Púnica, e é protagonizado por Salammbô, clériga cartaginense e filha fictícia do líder Amílcar Barca. A obra foi recebida com muita polêmica, em razão de suas descrições vívidas da violência do contexto em que o romance era ambientado, e pela forma como o autor lida com a sensualidade e o desejo da protagonista. Outro importante autor do realismo francês foi Émile Zola, autor de obras como Germinal, publicado em 1884 e A derrocada, romance sobre a Guerra Franco-Prussiana publicado em 1892.

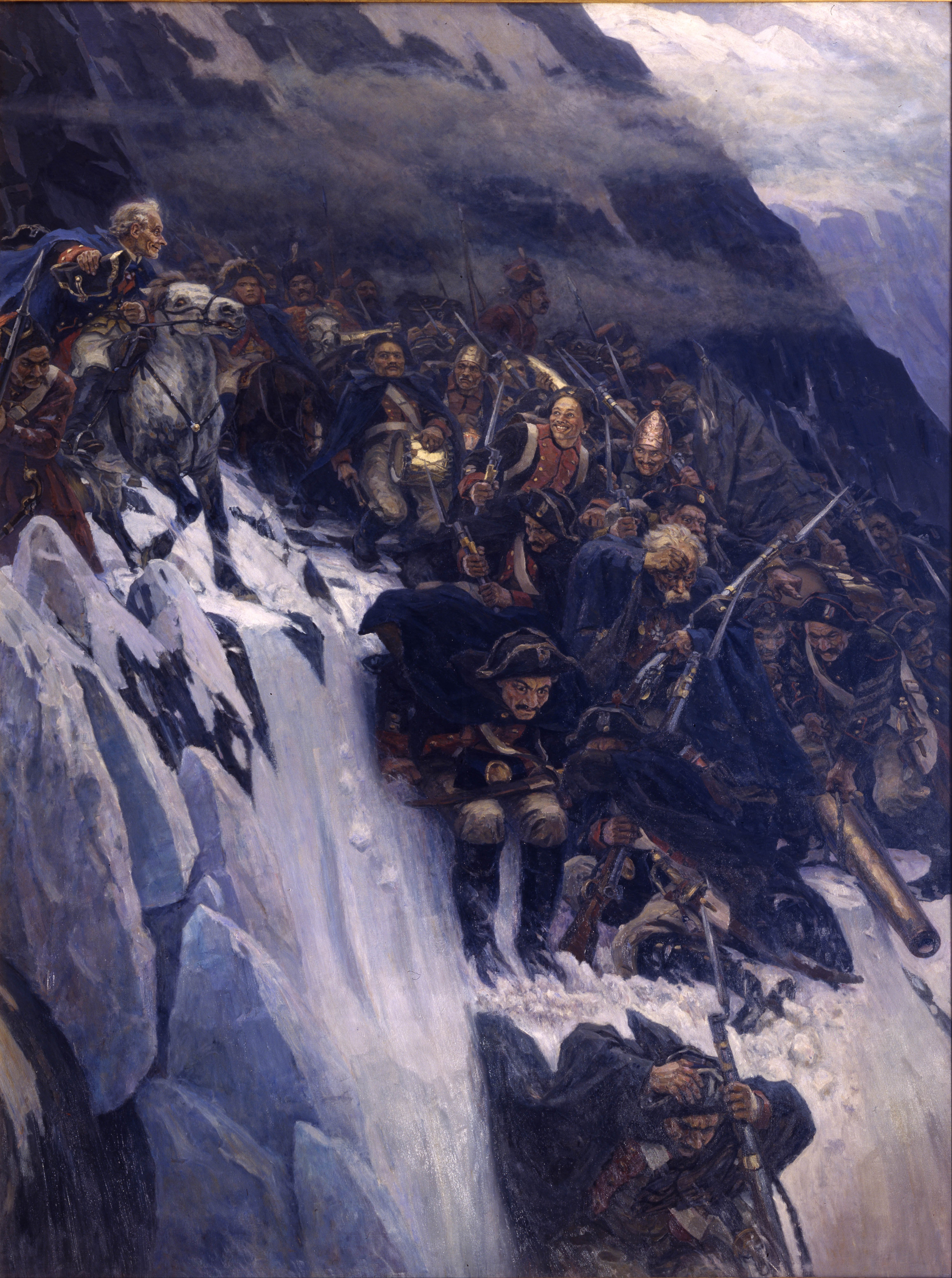
Pintura do final do século XIX representando a marcha do exército russo pelos Alpes, durante as Guerras Napoleônicas. A invasão napoleônica da Rússia é o tema da principal obra de Leo Tolstói, Guerra e Paz.

Em 1865 o famoso historiador russo Nikolai Kostomarov publicou um romance intitulado O Filho (em russo:  сын), uma narrativa trágica com descrições gráficas de execuções e massacres ocorridos durante a revolta de Stenka Razin, na Rússia do século XVII. A obra de Kostomarov é marcada pelo seu pessimismo e pela sua descrição detalhista dos horrores da guerra, diferentemente das narrativas heroicas dos conflitos feitas por Pushkin. No mesmo ano, Leo Tolstoy começou a publicação de Guerra e Paz (em russo:  Война и мир), considerada o primeiro grande romance histórico do realismo na Rússia. Guerra e Paz conta a história do país durante as guerras napoleônicas, principalmente durante a invasão napoleônica da Rússia, em 1812. György Lukács afirma que a obra é um marco na história do romance histórico, considerando Tolstoy como o primeiro autor a propôr um modelo capaz de rivalizar com o de Walter Scott. O romance histórico de Tolstoy é marcada pelo escopo amplo, narração baseada no cotidiano dos soldados e pelo patriotismo. Enquanto no modelo scottiano havia uma busca por certa neutralidade na descrição dos conflitos, em Tolstoy o papel dos soldados russos no combate contra a invasão estrangeira tem destaque.  Poucos anos depois, Guerra e Paz se tornou uma das obras mais lidas e impressas no Império Russo, e em grande medida, se tornou a versão mais bem aceita da Guerra de 1812.
Na Alemanha, por volta de 1830, começa a haver uma tendência do romance histórico em direção ao realismo, conforme o modelo scottiano de romance substitui o papel de Wilhelm Meister, de Goethe. Um dos primeiros autores alemães a se utilizar do modelo scottiano foi Wilhelm Hauff em Die Jub Süß de 1827. O romance histórico é ambientado em Württemberg no século XVIII e trata da história da resistência de uma vila contra um nobre judeu cruel. O romance é uma das primeiras obras em favor do antissemitismo na literatura alemã, e em 1940 foi transformado em uma adaptação cinematográfica para o Partido Nazista, idealizada por Joseph Goebbels. Willibald Alexis é considerado o pioneiro do romance histórico realista no contexto alemão. O autor, de origem prussiana, escreveu uma série de romances históricos entre 1823 e 1856, ambientados em diferentes períodos de cidades importantes da Alemanha, como Berlim e Brandemburgo. Alexis é considerado o primeiro autor a escrever um romance histórico com uma perspectiva de nação alemã, e o primeiro autor de romances sobre a história alemã a ser lido em todas as regiões alemãs antes da Unificação. Em 1855, Joseph Victor von Scheffel publicou o romance histórico Ekkehard, ambientado no século X, em uma obra com mais de 285 notas de rodapé, que serviam para demonstrar sua autenticidade.
Entre 1872 e 1880, Gustav Freytag publicou uma série de romances históricos, composta por 6 livros, intitulada Die Ahnen. A série de livros trata da história de uma dinastia ficcional alemã ao longo dos séculos, iniciando em 357 com a chegada de um líder vândalo à região da Turíngia, e indo até a morte do seu último descendente, em 1848. Através da narrativa dos romances, que vão seguindo de geração em geração, Freytag busca explorar a formação de uma identidade alemã ao longo da modernidade, e o conflito entre as tradições provincianas e o poder centralizador da nação. Em 1878, Theodor Fontane publicou Vor den Sturm, ambientado durante a Guerra de Libertação de 1813 na Prússia, no contexto da resistência à ocupação napoleônica. Vor den Sturm foi o primeiro romance que Fontane terminou, após quase duas décadas com vários projetos inacabados, e começou a ser escrito em 1863, quinze anos antes de sua publicação. Fontane criticava aquilo que chamava de romance dos "tambores e trompetes" do Romantismo, e buscou mostrar como os avanços militares afetavam a população geral. A obra de Fontane é caracterizada pelo seu uso de relatórios e notícias não apenas para a pesquisa histórica do romance, mas também ao longo da narrativa para mostrar como a opinião pública reagia ao conflito.

#### Período vitoriano

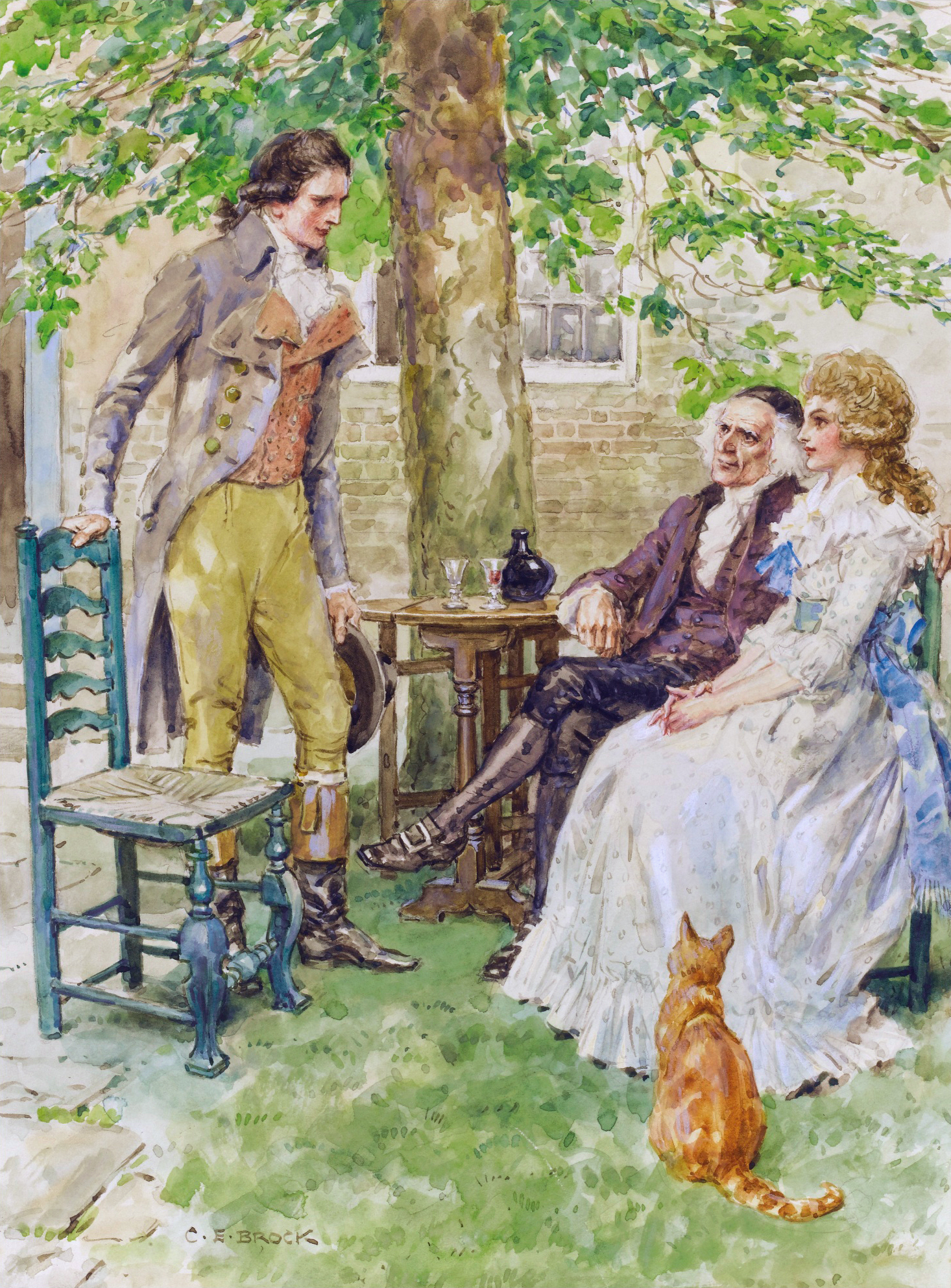
Dr Manette and Lucie with Charles Darnay, de C.E. Brock, em 1938, baseada em Um Conto de Duas Cidades, de Charles Dickens.

Em meados do século XIX, o romance histórico caiu em declínio, deixando de ser uma forma divertida de entretenimento para a maioria dos leitores e passando para um relativo esquecimento. Uma possível justificativa para isso seria que os autores que deram continuidade â forma do romance histórico inaugurada por Walter Scott estariam se preocupando muito mais em ater-se aos fatos do que Scott normalmente fazia, o que tornava as narrativas maçantes ao invés de gerarem interesse. Dessa forma, a popularidade do gênero também passou a cair, e ao passo que muitos romances históricos de cunho moralizante eram publicados, caía a popularidade do gênero.
Apesar disso, vários romancistas superaram esses problemas e escreveram romances históricos no período vitoriano.  Alguns dos mais famosos escritores de romances históricos na chamada Era Vitoriana são Charles Dickens, William Makepeace Thackeray, George Eliot, Thomas Hardy, Rafael Sabatini, entre outros. Em Um conto de duas cidades, por exemplo, Charles Dickens menciona no prefácio que para escrever sobre a Revolução Francesa leu História da Revolução Francesa, escrito por Thomas Carlyle em 1837. Além disso, Dickens utilizou fontes documentais e históricas para a escrita de seu romance histórico, como tabelas de impostos francesas, livros emprestados de Thomas Carlyle e obras de Jean-Jacques Rousseau. Segundo Harold Orel, o periódico The Celebrity Interview foi um dos grandes responsáveis pela popularização dos escritores de romance histórico no período vitoriano, divulgando as obras de forma chamativa através de entrevistas com os autores.
Uma diferenciação que se pode fazer entre os romances históricos da primeira metade do século XIX dos que se seguiram no período vitoriano é que os romancistas vitorianos inseriam em suas narrativas lições que o passado teria deixado à contemporaneidade. Harold Orel afirma que os romancistas históricos inseriam em seus livros lições, muitas vezes escondidas e quase imperceptíveis, que poderiam aproximar a narrativa dos problemas contemporâneos aos leitores. Essa técnica também contribuía para a sensação de atualidade dos textos. Outro aspecto interessante a respeito da escrita dos romances históricos vitorianos é que um número muito pequeno de autores de fato se preocupava com a fidelidade aos acontecimentos e às confirmações históricas.
Como é comum nessas publicações, o romance histórico vitoriano era escrito numa perspectiva específica de acordo com os escritores das obras e o público ao qual elas se direcionavam. Assim, é possível encontrar nas obras desse período uma série de referências às expansões imperiais britânicas e ao contexto histórico de avanço em direção às colônias na África e na Ásia. Isso pode ser visto através de romances ao longo de todo o século XIX, de Mansfield Park de Jane Austen (escrito em 1814) à Grandes Esperanças de Charles Dickens (escrito em 1861). Sobre isso, o escritor Edward Said fala sobre a necessidade de ler essas obras de maneira a compreender quem elas mostram e como mostram: em diversos momentos das obras são mencionados ou apresentados personagens e lugares de fora do Ocidente, porém sob o olhar europeu e ocidental.
O autor Theodore Koditschek aponta que alguns tipos de romance histórico da era vitoriana, sobretudo aqueles que se aproximavam do conceito de história do historiador Thomas Macaulay, serviram para justificar a colonização britânica na Índia e na África do Sul, e para representar os povos destas regiões como culturalmente inferiores. Estes romances históricos, alinhados à historiografia de Macaulay, buscavam explorar o passado britânico a partir da Revolução Inglesa de 1640, com a perspectiva de compreender a formação do Império Britânico, passando pela união com a coroa escocesa em 1707 e pela união com o território da Irlanda em 1800, e justificando a expansão e do Império em direção às colônias.

#### Internacionalização do Romance Histórico
As obras de Walter Scott, logo após sua publicação, nas primeiras décadas do século XIX, passaram a ser lidas e traduzidas ao redor do mundo, nos países da Europa continental, nos EUA e por todo o Império Britânico, chegando ao Brasil, à Rússia, à Austrália e a diversos países da América Espanhola. Na verdade, diversos gêneros literários que se popularizaram na Europa durante o século anterior, como a biografia, a autobiografia, a história e o próprio romance, passaram a alcançar diversas novas regiões durante o século XIX, principalmente nas colônias europeias no Atlântico e no Sudeste Asiático. A obra de Scott ajudou a popularizar o romance histórico como um gênero literário, sobretudo em um contexto de países que haviam passado recentemente por processos de independência. O caráter em prol da independência e do espírito nacional presente em seus romances históricos serviram como inspiração para uma série de romances históricos com características próprias em diversos contextos nacionais diferentes.

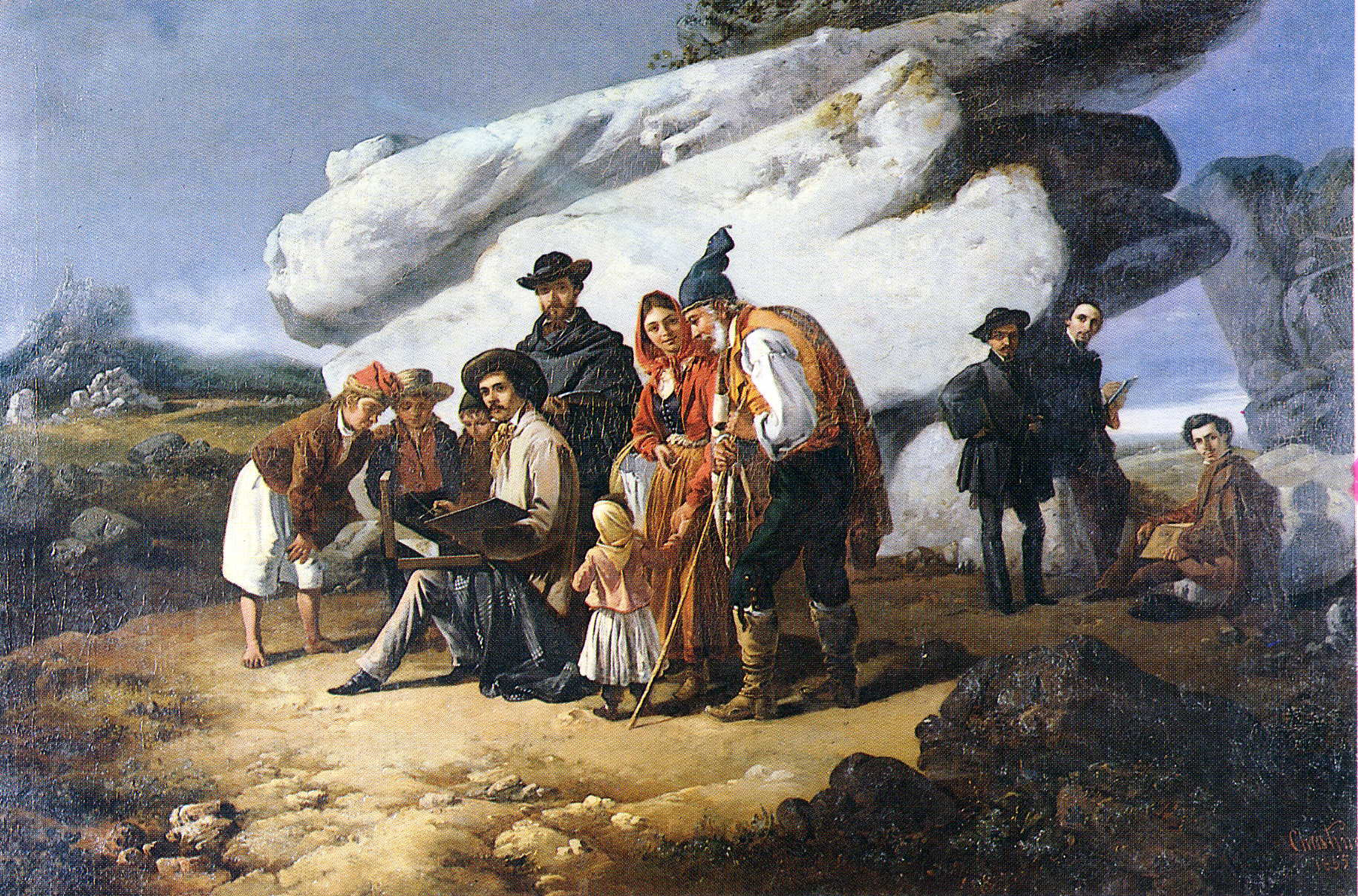
Cinco Artistas em Sintra, de 1855, pintada por João Cristino da Silva. A obra é uma das principais pinturas do Romantismo em Portugal, movimento artístico que deu origem também ao romance histórico português.

Na década de 1830, as primeiras traduções da obra de Walter Scott para a língua portuguesa foram lançadas em Portugal, com mais de 13 traduções entre 1836 e 1838. Neste mesmo período, Alexandre Herculano escrevia em seu jornal O Panorama seus primeiros esboços no gênero do romance histórico, parte do nascente Romantismo português. Entre as publicações no jornal neste período estão obras como O Cronista: viver e crer de outros tempos escrita pelo próprio Herculano em 1839, e Um feiticeiro: crónica da Inquisição, de 1840, escrita por Cunha Rivara. Herculano e seus colaboradores foram criticados por parte dos círculos literários portugueses por estarem alterando a verdade histórica em seus ensaios, e Herculano respondia às críticas afirmando que o objetivo das publicações d'O Panorama era recuperar a poesia da história portuguesa, buscando no passado o que chamou de "um modo de existir português". Neste sentido, Herculano defendia que o romance histórico estaria mais perto da verdadeira história do que a escrita inflexível dos historiadores.
Dessa forma, o romance histórico do romantismo em Portugal da década de 1840 era caracterizado pela busca de revitalizar a poesia nacional - principalmente a popular - e em estudar e representar a vida íntima e os modos de vida dos antigos portugueses, buscando encontrar um "modo de vida" comum a toda nação portuguesa. É neste período que Almeida Garett publica seu romance O Arco de Sant'Ana, de 1844, inspirado fortemente na obra do francês Victor Hugo. Ao contrário da obra de Herculano, com grande pesquisa histórica e arqueológica, e com um vasto estudo das características do romance histórico de Walter Scott, Almeida Garett escreve de forma despreocupada sobre o passado, construindo muitos anacronismos em sua representação do Portugal do século XIV. A obra de Garett é analisada pela crítica literária portuguesa como o marco do início do declínio do romance histórico português, algo que também ocorria em outras partes da Europa em meados do século XIX. O gênero do romance histórico continuaria a ser escrito e lido ao longo do século XIX em Portugal, mas passa a ser visto como uma forma banal de literatura, conforme se afastava do modelo mais formal de romance scottiano e passava a se caracterizar por tramas mais simples e com menos pesquisa histórica, sem haver diferenciação entre o modo de vida das pessoas do passado com a do momento em que os leitores se encontravam.

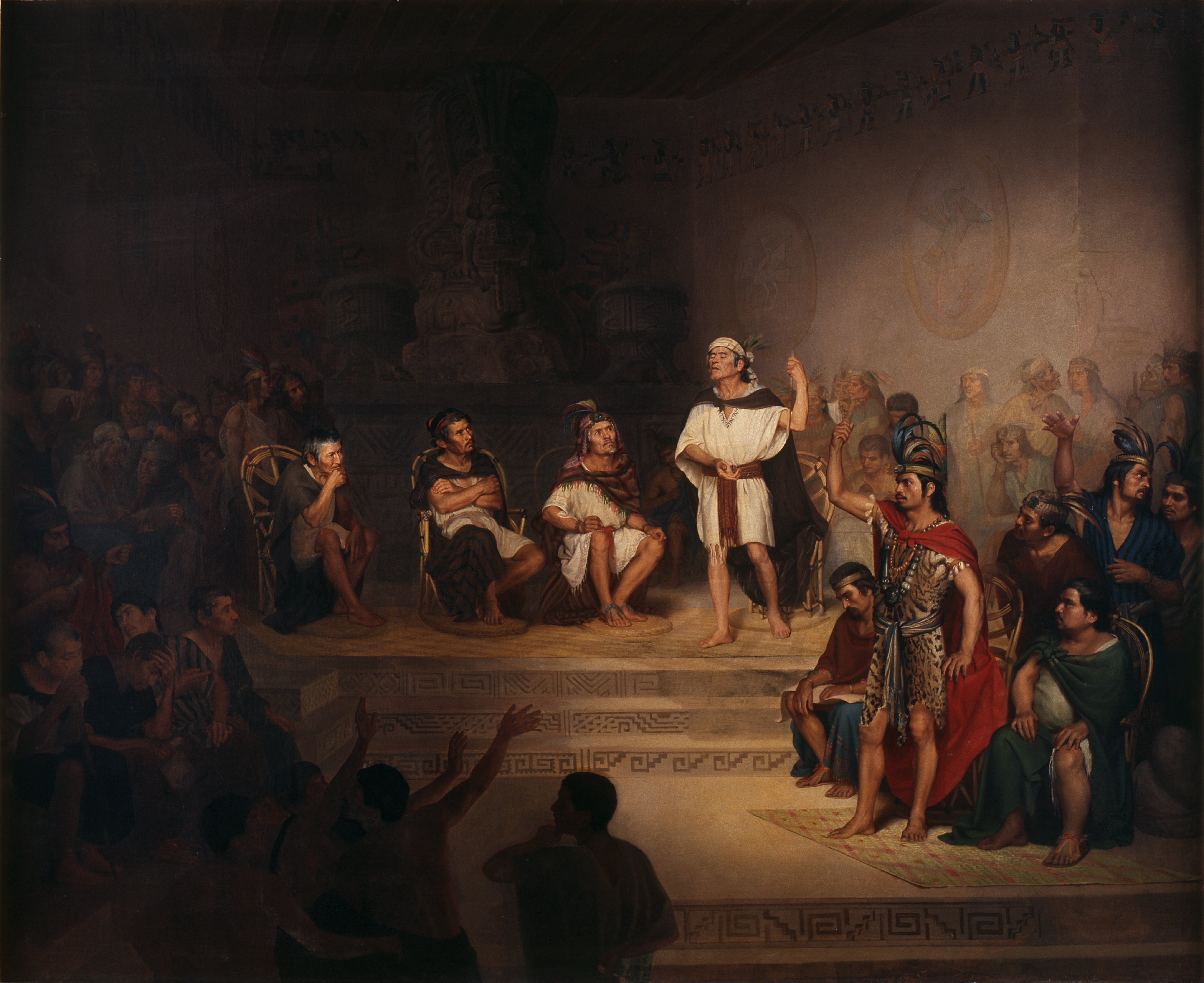
Na pintura El senado de Tlaxcala, de 1875, o pintor Rodrigo Gutiérrez representa Xicoténcatl discursando frente aos chefes tlaxcaltecas, de acordo com a descrição no romance histórico Xicoténcatl, de 1826.

A obra considerada como o primeiro romance histórico da América Espanhola é Xicoténcatl, de 1826, de autoria desconhecida. A obra, ambientada no contexto da Conquista do México por Hernán Cortés, é protagonizada por Xicoténcatl II, membro do povo tlaxcalteca. Ao longo da narrativa, os tlaxcaltecas são exaltados como defensores do território, e os espanhóis são denunciados como invasores, tema que será recorrente não apenas nos romances, mas na literatura latino-americana como um todo.
Na Guatemala, por exemplo, o escritor e historiador José Milla se utilizava do pseudônimo Salomé Jil para escrever romances históricos com um caráter nacionalista. Milla defende no prefácio seu primeiro romance histórico, La Hija del Adelantado, publicado em um jornal guatemalteco em 1866, de que a ficção histórica tem um grande potencial em dar visibilidade para eventos e personagens da história, mas que o romancista deve sempre ter cuidado em diferenciar o que é romantização dos fatos e o que é anacronismo.
No Peru, surge o romance histórico do movimento das "tradições", forma de literatura da região dos Andes, geralmente ambientados durante o período colonial, que combinam a forma do romance clássico com aspectos de poesia e de lendas ameríndias. Algumas obras peruanas desse período são La hija del Cacique (1877), de Carolina Jaimes Freire e Tradiciones cuzqueñas (1886), de Clorinda Matto de Turner.
Uma característica presente em muitos dos romances históricos americanos do século XIX, principalmente naqueles pertencentes ao romantismo, é o chamado indianismo, ou seja, a idealização das culturas indígenas e a sua caracterização como ingênuas e puras. O nacionalismo encontra nesses romances um mito fundador, a ideia de que as nações latino-americanas têm suas origens na relação entre os colonizadores e as populações indígenas. Entre as obras do chamado romance histórico indianista estão Iracema (1865), do brasileiro José de Alencar; Ingermina o la hija del Calamar (1884), do colombiano Juan José Nieto Gil; e Cumandá (1887), do equatoriano Juan León Mera. A partir da década de 1870 e 1880, há uma queda na popularidade do romance histórico como gênero literário latino-americano, havendo uma retomada apenas no século XX, principalmente através do realismo mágico.
No Brasil, as primeiras manifestações literárias do romance histórico ocorrem na década de 1820, logo após a Independência, em um período em que se buscava construir uma literatura com nuances brasileiras, que se diferenciava da antiga metrópole portuguesa. Neste período, principalmente a partir da década de 1830, são criados diversos periódicos e folhetins, e neles são publicados os primeiros ensaios e crônicas, que misturavam aspectos históricos e ficcionais: dentre os principais periódicos que publicavam essas crônicas, estavam O Cronista, Jornal dos Debates e o Jornal do Commércio, todos do Rio de Janeiro. Nestes periódicos, autores como Justiniano José da Rocha e João Manuel Pereira da Silva foram responsáveis também por traduzir romances históricos europeus. Rocha foi responsável pela tradução de O Conde de Monte Cristo em 1845 e de Os Miseráveis, em 1862. Pereira da Silva, por sua vez, se inspirava na obra de Garett e Herculano, e escreveu romances históricos como O aniversário de D. Miguel, em 1839, Crônicas brasileiras do século XVIII e Aspásia, em 1873. Entre os considerados primeiros romances históricos brasileiros estão Um roubo na Pavuna, escrito por Luís da Silva Alves de Azambuja e publicado em 1843, Duas órfãs, de Joaquim Norberto de Souza e Silva, de 1841 e Virginia, ou a vingança de Nassau, de João José de Souza e Silva Rio, publicado em 1840. O historiador Antônio Esteves destaca que O filho do pescador, escrito por Antônio Gonçalves de Teixeira e Souza e publicado em 1843, tem um papel importante no início da tradição do romance histórico brasileiro aos moldes de Walter Scott. No entanto, o romance brasileiro spi se consolida como um gênero literário a partir da obra José de Alencar, nas décadas de 1850 e 1860.
 

Após a diminuição da escrita de romances históricos, iniciada na década de 1870, os romances brasileiros se voltaram para problemas mais contemporâneos, com uma preocupação menos histórica e mais sociológica. Paralelamente a esse processo, ocorre também uma nacionalização da literatura, com a publicação das primeiras obras originais dos estados do Brasil de fora da Região Sudeste, como Pará, Pernambuco, Paraíba, Mato Grosso, Goiás e Rio Grande do Sul. Este novo movimento literário, simbolizado por autores como Machado de Assis e Raul Pompéia, defendia que o desenvolvimento da literatura nacional significava não a exploração do passado remoto colonial, mas sim do presente e dos problemas sociais brasileiros, principalmente na esfera urbana. Este interesse pelos problemas sociais da época (muitas vezes marcado por uma defesa do regionalismo) cria uma distância entre a literatura brasileira da virada do século e o romance histórico, que voltará a popularidade apenas após a Semana de Arte Moderna de 1922, em um embate entre modernistas e regionalistas sobre o passado nacional.

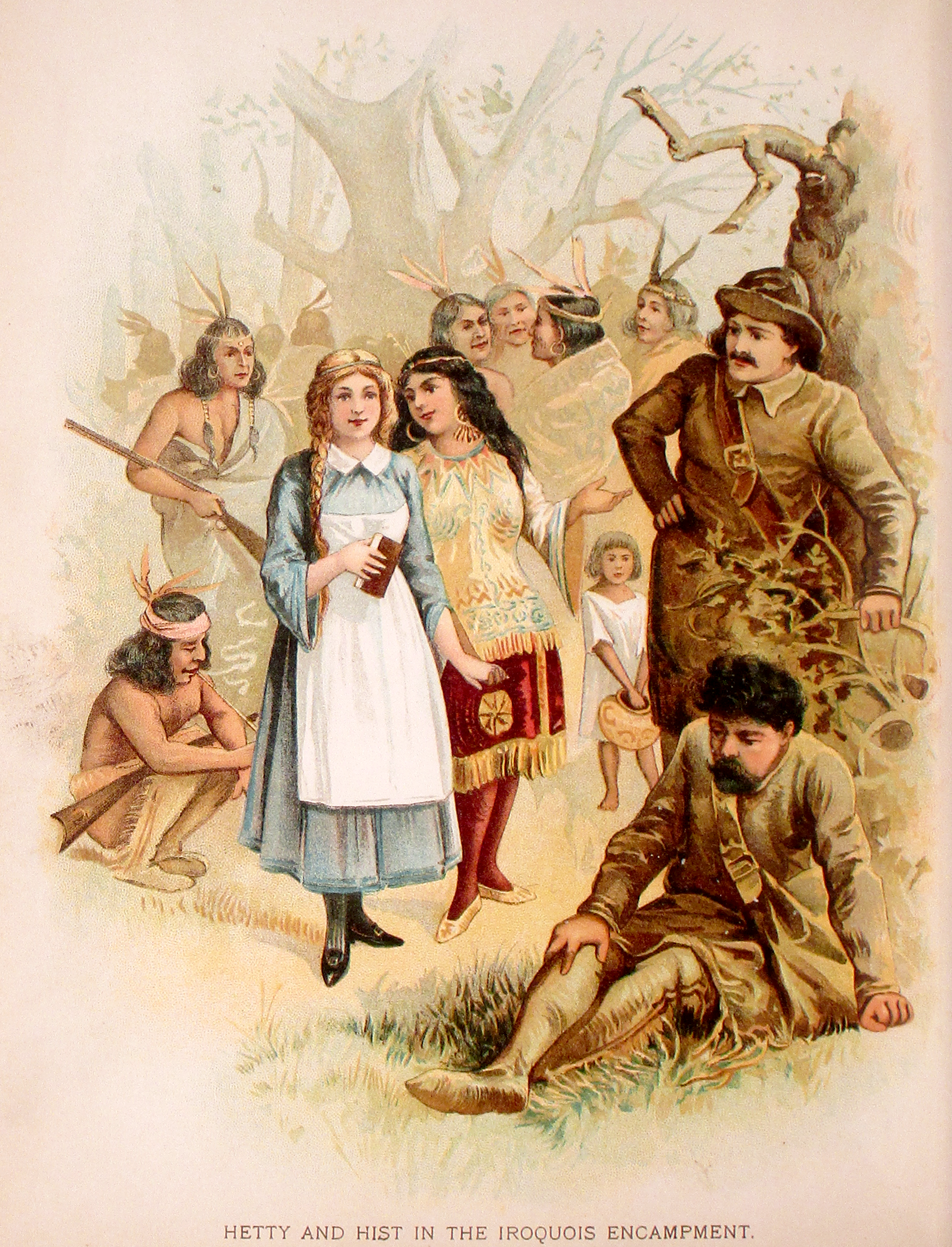
Ilustração de 1897 para uma das edições de The Deerslayer, de James Fenimore Cooper.

Nos Estados Unidos, a obra de Walter Scott foi recebida muito positivamente no final da década de 1810, e em 1821 é publicado o primeiro romance histórico estadunidense, O espião: um episódio da Guerra da Independência, escrito por James Fenimore Cooper e ambientado durante a Guerra de Independência dos Estados Unidos. É durante este período que passa a se desenvolver o mercado literário estadunidense, ligado à popularização dos romances. Com o aumento do mercado literário, autores passam a poder conseguir seu sustento unicamente da venda de livros, o que leva a um aumento substancial na quantidade de livros produzidos por ano: entre 1820 e 1850, a quantidade de romances produzidos nos EUA aumentou em 10 vezes. Este crescimento também acompanhava uma demanda política dos intelectuais estadunidenses na época, que após a Guerra Anglo-Americana de 1812, buscavam desenvolver uma identidade cultural própria para o país, considerando que, apesar de independente, os EUA ainda tinham ligações muito fortes com a cultura e principalmente a literatura das monarquias europeias, principalmente França e Inglaterra.
Para os escritores de romance histórico estadunidenses, essa busca por uma identidade cultural e nacional própria trazia um desafio específico: definir quais os momentos e quais aspectos da história dos Estados Unidos foram os mais influentes para a formação do espírito nacional. Nesse sentido, ao longo da primeira metade do século XIX, três momentos históricos foram explorados nos romances como sendo formadores da identidade estadunidense: os primeiros anos da colonização puritana, a Guerra de Independência, e os conflitos da expansão territorial, dentro da perspectiva de Destino Manifesto. No Sul dos Estados Unidos, a partir de 1830, surge também um quarto aspecto, com enfoque na ideia de desenvolvimento de uma identidade própria para o Sul dos Estados Unidos, aspecto cultural importante para a compreensão da Guerra Civil estadunidense, ocorrida entre 1861 e 1865.

A partir da década de 1840, o romance histórico ambientado nos conflitos de expansão territorial dos Estados Unidos se tornou o tipo mais comum, se tornando o subgênero conhecido como romance de fronteira (frontier novel). Essas obras tinham como principal característica a ideia da formação do espírito nacional estadunidense a partir do conflito entre os colonos e os indígenas nativos do território do país. A ideia do processo civilizatório estava diretamente ligado ao romance de fronteira, representando os indígenas como pertencendo a culturas selvagens e atrasadas, obstáculos para a expansão e crescimento da civilização estadunidense que deveriam ser expulsos de suas terras, e em alguns casos, mortos. As obras produzidas variavam na forma como apresentavam soluções para a questão indígena nos Estados Unidos. Em Hobomok, de 1824, a autora Lydia Maria Child sugere assimilar os indígenas norte-americanos à cultura anglo-saxã através do sistema educacional, de forma a gradualmente apagar a identidade indígena, enquanto na obra O Último dos Moicanos, de 1826, James Fenimore Cooper condena a miscigenação entre brancos anglo-saxões e indígenas. O romance de fronteira teria uma influência importante no gênero western, que se desenvolveria nas últimas décadas do século XIX. Após a Guerra Civil Estadunidense (1861-1865), o romance histórico deixa de ser considerado um gênero de grande prestígio literário, mas continua sendo bastante popular. Autores como Nathaniel Hawthorne e Mark Twain criticaram o romance histórico em suas obras, considerando ter um caráter aventureiro e vazio de conteúdo.

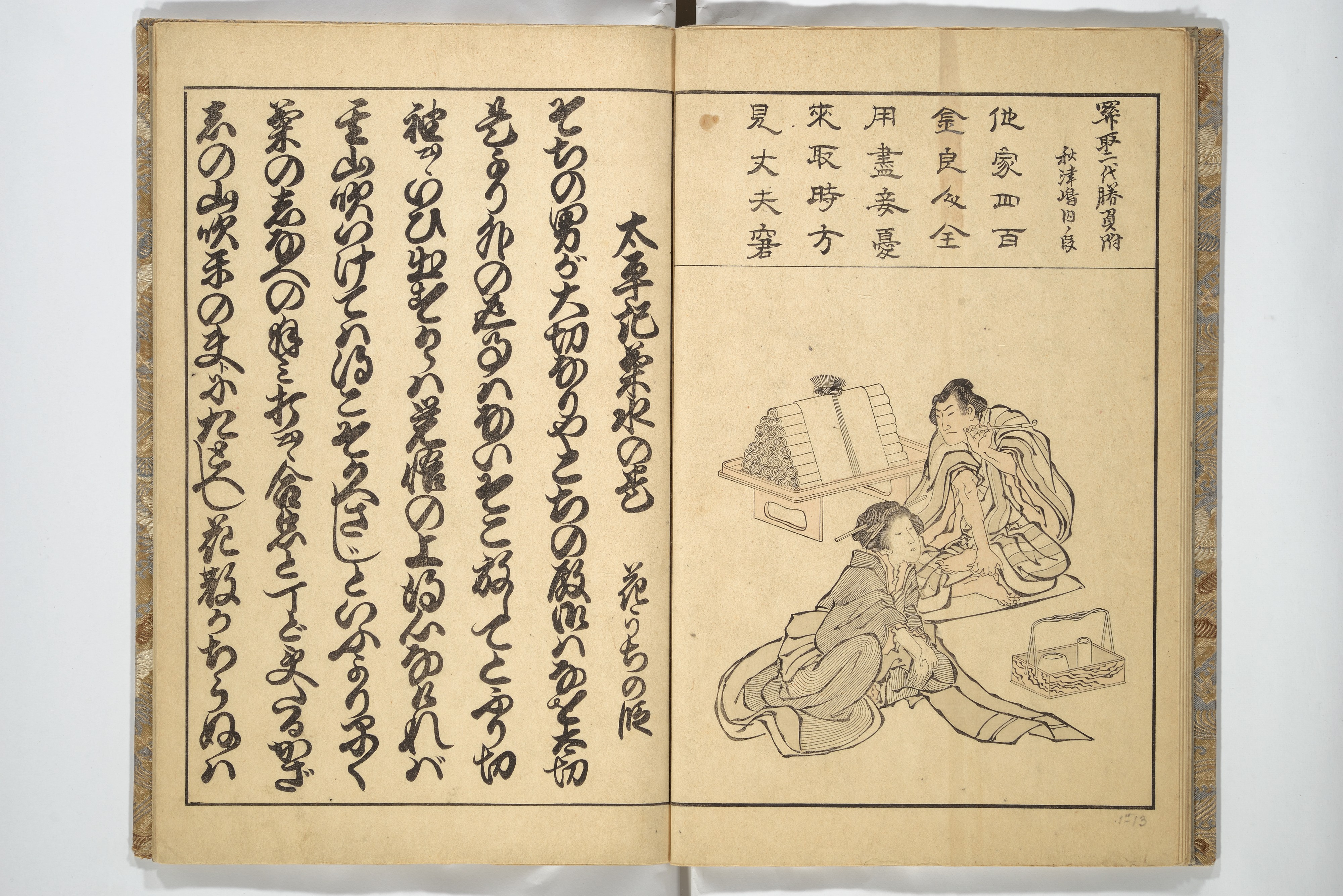
Trecho de um yomihon de 1846, ilustrado por Katsushika Hokusai.

No século XIX no Japão, o yomihon passa por um novo período, com um grande número de publicações na região de Edo, com enfoque na história do país, sobretudo nos grandes acontecimentos militares ambientados no período Kamakura e no período Muromachi. Através das obras de autores como Santō Kyōden e Takizawa Bakin, o yomihon de Edo se destacava por trazer como protagonistas heróis japoneses em narrativas em prosa com um forte valor moral e um caráter didático. O yomihon foi importante por ser um dos primeiros gêneros literários japoneses a se inspirar diretamente em uma literatura estrangeira, no caso, a chinesa. Essa inspiração em outras culturas se tornaria comum no Japão da era Meiji, ao longo do século XIX, onde passa a haver uma forte influência ocidental na cultura japonesa. Durante a era Meiji, o yomihon passou a desaparecer, dando lugar a novas formas de literatura. No romance histórico , a primeira grande obra da literatura Meiji é Musashino, de 1887, escrito por Yamada Bimyō. O romance faz parte do estilo genbun'itchi (言文一致, lit. "unificação da forma falada e escrita") e é ambientado no Japão do século XIV, e reinventa a estrutura do yomihon de Takizawa Bakin. O livro é uma das primeiras obras a conter uma importante característica da ficção histórica moderna no Japão: a diferenciação entre presente e passado, e uma nova percepção histórica, característica do período Meiji, após a abertura política do Japão às nações ocidentais. Essa nova percepção contrasta com a visão pedagógica de história presente no yomihon. O final do século XIX japonês também foi marcado pela tradução e leitura de muitos dos clássicos da literatura europeia, como as obras de William Shakespeare, Emilly Brontë, Alexandre Dumas e Walter Scott. Já em 1871, três anos após a Restauração Meiji, algumas traduções destas obras vendiam milhões de cópias. Este novo mercado literário surge a partir das demandas de uma nova ordem social japonesa, orientada com uma perspectiva capitalista de desenvolvimento industrial e intelectual. Neste novo contexto, diversos críticos literários passam a existir no Japão, como Tsobouchi Shoyo e Maeda Ai, que analisam o romance histórico europeu, e fazem análises comparativas das obras japonesas do período com suas contrapartes na Europa.

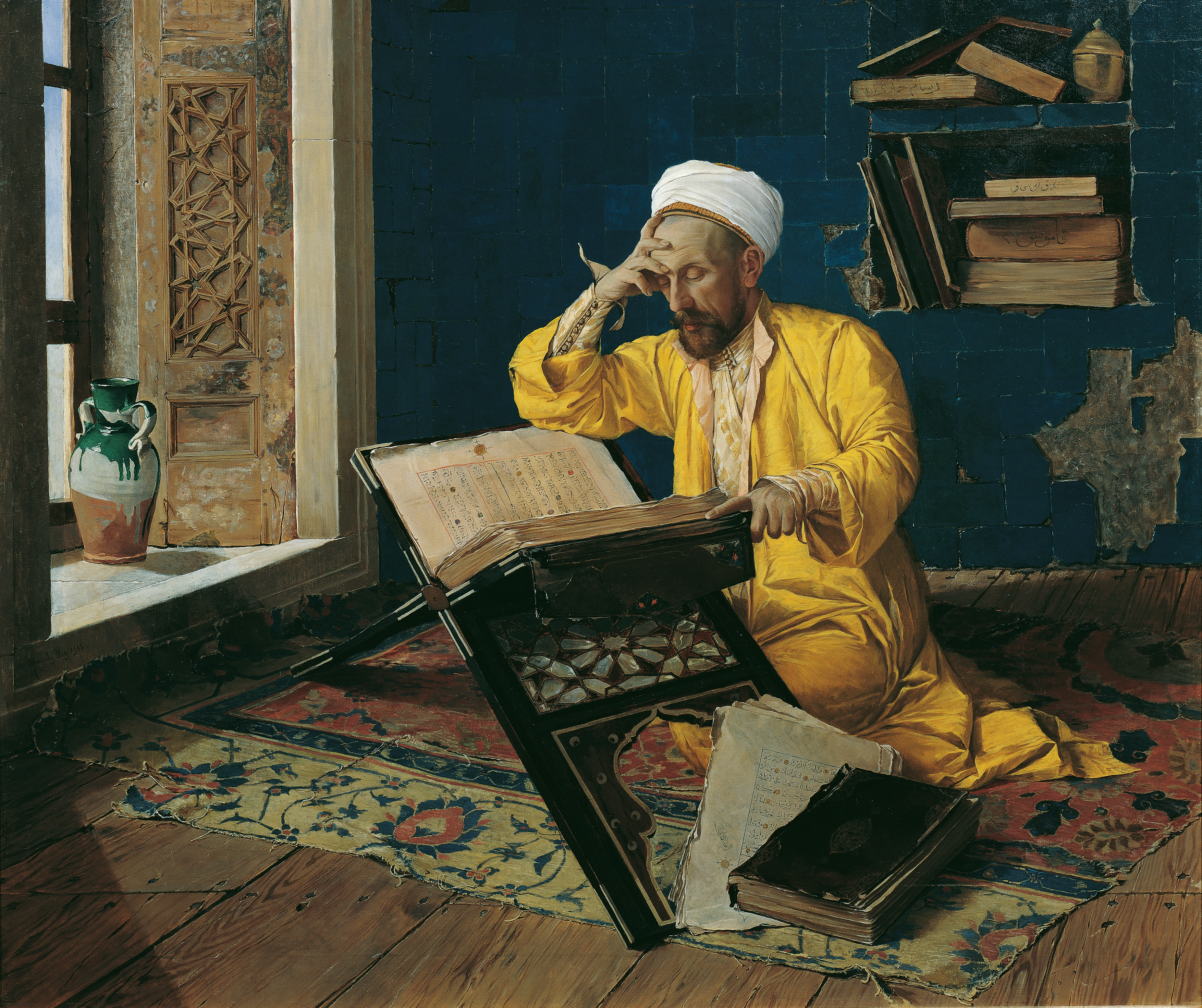
Quadro realista de Osman Hamdi Bey de 1902, representando um teólogo islâmico estudando o Alcorão. O quadro realista ajuda a compreender o que seria o realista literário em seus aspectos da representação histórica.

Entre 1858 e 1868, o jornal Ḥadīqat al-Akhbār, de Beirute, passou a traduzir pela primeira vez diversos romances históricos europeus, principalmente franceses, para a língua árabe. Isso acontece em um período da geopolítica otomana em que Beirute se torna um importante centro de comércio do Império Otomano com a França, em razão da produção local de seda. A influência francesa, juntamente com o crescimento de uma classe média local composta de comerciantes e intelectuais, levou ao interesse na literatura ocidental e no desenvolvimento de uma identidade política e cultural libanesa e síria. Entre as obras publicadas no Ḥadīqat al-Akhbār estavam sobretudo romances europeus que tinham um aspecto de aventura e fantasia envolvidos, como Robinson Crusoé de Daniel Defoe, Cinco Semanas em um Balão de Júlio Verne e os romances históricos Os Miseráveis de Victor Hugo e O Conde de Monte Cristo, de Alexandre Dumas. O jornal passou a criar um fórum literário para população letrada de Beirute, incluindo com obras voltadas para o público leitor feminino, que Khalil al-Khûri, dono do jornal, considerava como sendo uma parte da sociedade que tinham um papel fundamental no processo de desenvolvimento cultural e social dos países árabes. Para além da língua árabe, O Conde de Monte Cristo foi traduzido para o turco em 1871, e para o persa em 1873.
Essas traduções se tornaram imensamente populares, e diversos autores árabes passaram a se inspirar nestas obras no processo do desenvolvimento do que hoje é conhecido como o romance árabe moderno. Dentre estes autores está Jurji Zaydan, escritor do Egito - que na época funcionava como um Quedivato do Império Otomano - de origem libanesa, que, em  1890, passa a escrever romances históricos inspirados no formato de Walter Scott e de romances europeus de sua época, com o intuito de familiarizar seus leitores com a história dos árabes e do Islã. Utilizando como pano de fundo momentos importantes da história dos povos árabes, como a conquista da Espanha pelos bérberes e a conquista de Constantinopla pelos otomanos, as obras de Zaydan eram caracterizadas por uma mistura de histórias de amor, intrigas de família e aventuras. Zaydan faz parte de um movimento maior chamado de Al-Nahda, um dos movimentos que deram a base intelectual do Nacionalismo Árabe.

### Século XX

#### Início do século
No início do século XX, o romance histórico na Inglaterra agregava elementos do naturalismo e do impressionismo franceses. Neste período, os principais romancistas ingleses foram Ford Madox Ford, George Moore e Maurice Hewlett. Um tema recorrente nas produções deste período é a figura feminina sofrendo cruelmente pela força dos movimentos históricos e por homens. Neste sentido, houve um aumento no número de obras sobre a história das rainhas Tudor e Stuart na Inglaterra, buscando demonstrar o drama pessoal e o sofrimento das mulheres na história. Exemplos deste tipo de romance podem ser encontrados em The Queen's Quair, publicado em 1904 por Hewlett, The Fifth Queen, de 1906 e The Fifth Queen Crowned, de 1908, ambos escritos por Madox Ford. O conceito de história nos romances deste período é tido como algo mecânico e amedrontador (geralmente representado como uma força masculina) contrastando com os valores da humanidade, que são representados pela virtude e pela psicologia complexa das personagens femininas. Nesse mesmo período, Joseph Conrad escrevia os romances históricos The Arrow of Gold, de 1919, The Rover, de 1923, e Suspense, de 1925.
No começo do século XX, o movimento da Al-Nahda - a chamada "Renascença Cultural" dos países árabes - continua a trazer renovações para a literatura e para as artes das mais diferentes partes do Norte da África e do Oriente Médio, principalmente em países que compõem o Império Turco-Otomano. Baseando-se no modelo proposto pelo egípcio Jurji Zaydan, marcado pelos seus elementos pedagógicos e de entretenimento, o gênero do romance histórico passa a ser utilizado como uma forma de explorar as identidades nacionais dos países árabes a partir de suas histórias. No Egito, por exemplo, após a Revolução de 1919 e a dissolução no Império Turco-Otomano ao final da Primeira Guerra Mundial, diversos setores da sociedade egípcia passam a enaltecer a ideia de "orgulho nacional". Isso, somado à descoberta em 1922 da Tumba de Tutancâmon, dá início a uma série de romances históricos do chamado "Faraonismo", ambientados no Egito Antigo, buscando construir a ideia de continuidade entre o antigo império e o novo regime. Entre os autores deste movimento estão Najïb Mahfūz e Tawfiq al-Hakïm. Na Tunísia, o romance histórico mais célebre é Barq al-layl (em português: Trovão Noturno), escrito por al-Bashir Khurayyif, ambientado no reino Haféssida do século XVI, traçando paralelos com a ocupação espanhola no país, que ocorria na época da publicação. Na Síria, o autor Ma'ruf al-Arna'ūt escreveu quatro romances históricos situados em diferentes períodos da história do Islã. No Iraque, Mahmūd Ahmad al'Sayyid escreve o romance Jalal Khalid, sobre a revolta iraquiana ao protetorado britânico. O autor Roger Allen identifica nestes romances históricos um movimento de desenvolvimento da literatura árabe moderna, após a Primeira Guerra Mundial, um período em que o Oriente Médio e o Norte da África se encontravam sobre o domínio da política dos protetorados britânicos. No entanto, com a chegada da Segunda Guerra Mundial em 1939, a maior parte dos autores da literatura árabe passarão a escrever romances voltados aos problemas contemporâneos, se afastando do gênero do romance histórico, que será retomado apenas nos períodos das independências e do Pan-arabismo, nas décadas de 1960 e 1970.
No Japão do final Era Meiji, na virada do século, o romance histórico é caracterizado por um conflito, iniciado na década de 1890, entre aqueles que adotavam todo tipo de ideia vinda do Ocidente e aqueles que defendem a importância da cultura e da identidade nacional japonesa. Alguns autores importantes desse período de reafirmação da identidade japonesa frente às influências ocidentais são Natsume Sōeki, Kōda Rohan e Mori Ögai.  É na primeira década do século XX que estes autores passam a mesclar elementos da literatura estrangeira com as tradições literárias do Japão e da China. Os romances históricos deste período são marcados também por sua grande utilização de documentações históricas, estudadas a partir da filologia. O autor Michael Bourdaghs aponta que o começo do século XX é um momento de mudança no nacionalismo japonês. O nacionalismo revolucionário da Restauração Meiji dá lugar para um nacionalismo moderno, principalmente depois da vitória na Guerra Sino-Japonesa, em 1895. Esse novo nacionalismo passa por um desenvolvimento dos estudos da língua e da literatura japonesa. Dessa forma, a literatura de ficção histórica teve um papel fundamental em transformar o passado pré-moderno japonês em uma tradição cultural nacional. No romance histórico, em especial, o autor Shimazaki Tōson teve um papel fundamental em traduzir a história pré-moderna no Japão para o imaginário nacional. No seu romance histórico Yoake mae (em português: Antes do Alvorecer), publicado entre 1929 e 1935, Tōson busca desconstruir a ideia até então vigente na historiografia, de que a Restauração Meiji teria sido uma revolução feita por alguns poucos setores da elite japonesa. Em contraponto à narrativa oficial, o autor representa a Restauração como uma revolução popular. De acordo com Michael Bourdaghs, o romance mostra um movimento mais amplo nas décadas de 1920 e 1930 em construir uma ideia de comunidade nacional japonesa. Em 1939, no Japão do Período Showa, o autor Yoshikawa Eiji publica aquele que se tornaria o romance histórico mais vendido do Japão no século XX, Musashi. Com mais de três mil páginas na edição original, Musashi conta a história do samurai Miyamoto Musashi, que viveu no Japão do final do século XVI e início do século XVII. Publicada durante a Segunda Guerra Mundial, a obra é interpretada por alguns de seus críticos como uma glorificação da violência, e um estímulo à cultura de guerra.

#### Modernismo

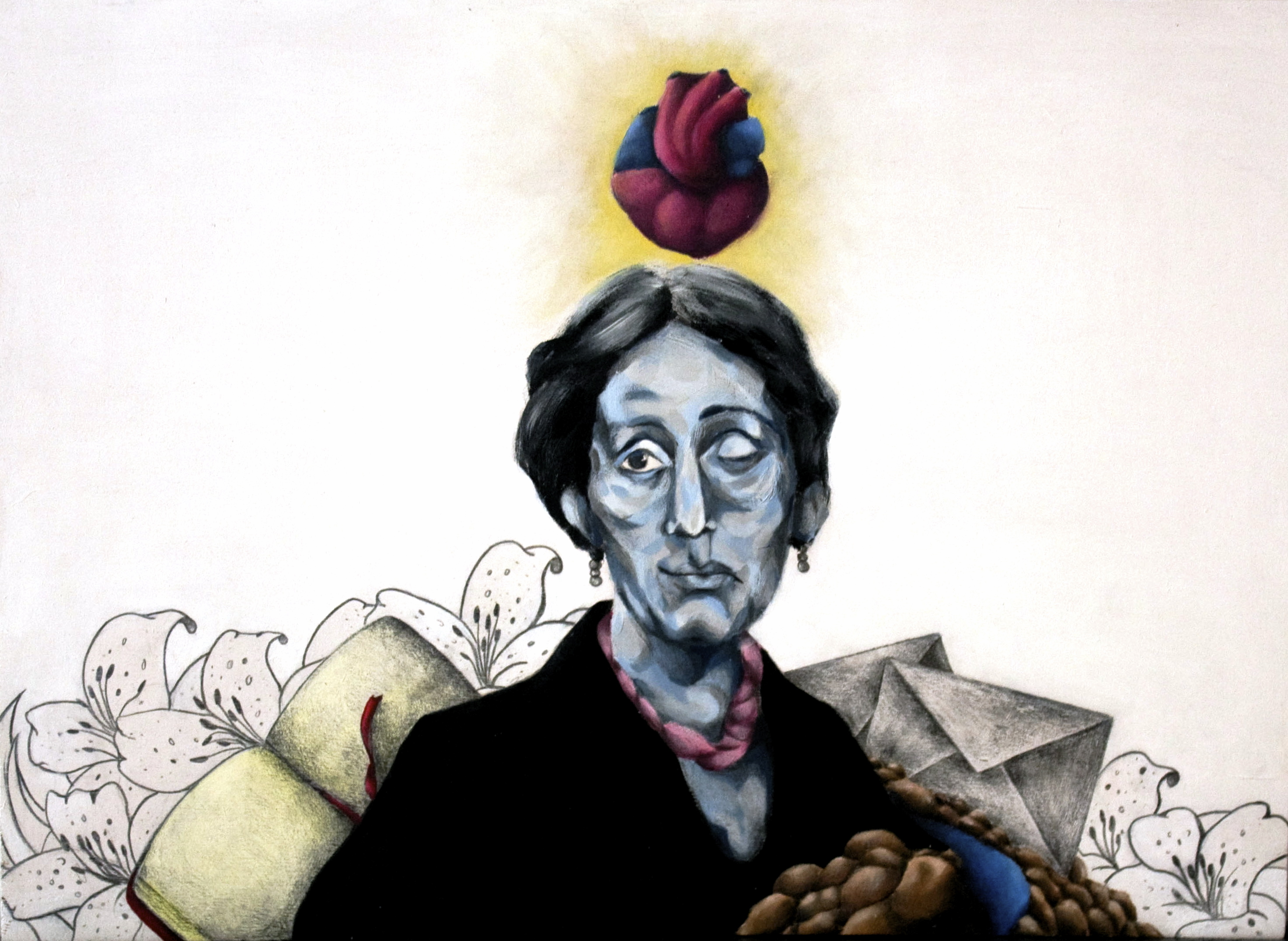
Homenaje a Virginia Woolf, desenho feito por GEMDIAZ em 2012, uma das escritoras centrais no romance histórico modernista.

Em 1925, a inglesa Virginia Woolf escreve um ensaio intitulado "Ficção Moderna", em que ela defende a necessidade da constante reinvenção da literatura de ficção, da utilização e readaptação dela para a necessidade dos autores. De acordo com Virginia, o mundo é um lugar complexo demais, e que deve ser explorado pelos romancistas através da exploração da interioridade, das experiências próprias de cada indivíduo. Dessa forma, ela propõe um modelo de literatura que se baseia na representação da psicologia dos personagens e na contestação das estruturas literárias formais (como o Realismo e o Romantismo). Este modelo de literatura proposto por Woolf é chamado comumente de modernismo literário. Em um momento histórico em que as teorias de Sigmund Freud e Albert Einstein alteravam a própria concepção de realidade, o modernismo buscava retratar o sentimento de diferentes experiências históricas e culturais. Em 1928, Virginia Woolf traz esse modelo literário para o romance histórico através de Orlando, um romance biográfico semi-ficcional que conta a história de sua protagonista da Era Tudor, no século XVI, ao século XX. A obra de Woolf é caracterizada por subverter as noções de identidade e de historicidade ao ter uma protagonista imortal, e que muda de gênero: na obra, Orlando era homem até os 30 anos, e desde então, tornou-se mulher. No prefácio da obra, Woolf coloca sua busca em desconstruir o modelo do romance histórico, por entender que a tradição realista, convencionada em uma busca pela explicação "verdadeira" da história, falha em representar as múltiplas experiências que existem dentro da realidade.
A década de 1930 foi caracterizada por um aumento nas tensões internacionais e no sentimento de crise após eventos como a Crise de 1929, o início da Guerra Civil Espanhola, o avanço de teorias de superioridade racial e a ascensão do nazismo na Alemanha. Esse sentimento de tensão e angústia frente a uma crise internacional - que se materializaria na Segunda Guerra Mundial) - levou ao aumento de publicações de romances históricos, e também de obras teóricas sobre o gênero. Entre os principais autores desse período estão, além de Virginia Woolf, autores como Sylvia Townsend, Jack Lindsay, Rose Macaulay e Vera Britain. Além disso, é nessa década, em 1937, que György Lukács publica sua obra O Romance Histórico, principal obra sobre a teoria do romance histórico no século XX.
Em 1941, Virginia Woolf publica sua última obra, o romance histórico Entre os atos. Escrita nos últimos anos de sua vida e durante o início da Segunda Guerra Mundial, a obra trata da história da realização de uma peça de teatro sobre a história inglesa em uma pequena vila do interior da Inglaterra, pouco tempo antes da declaração de guerra, em 1939. A estrutura de Entre os atos é considerada por muitos críticos como a mais confusa dos romances de Woolf, em razão da falta de um protagonista fixo (como é o caso de Orlando).
Nesta sua última obra, a autora busca desconstruir a ideia de experiência histórica não apenas coletivamente, mas individualmente: não há coesão na experiência histórica dos personagens, apenas fragmentos de memórias, diferentes impressões dos indivíduos sobre o passado. Através dessa desconstrução, Woolf tenta explorar como essas diferentes experiências e memórias formam a noção das pessoas sobre a história, e também levam à criação de obras de arte. A obra é composta por uma série de simbologias que buscam fazer analogias entre a peça, o público e os atores com a própria noção de história, da forma como se constroem as narrativas e os conhecimentos sobre o passado.
No Brasil, o romance histórico do Modernismo é caracterizado pelo seu embasamento na promoção da diversidade cultural brasileira e a inspiração na chamada antropologia cultural. Se distanciando do enfoque em raça e tradição do regionalismo do começo do século, o modernismo utilizava-se dos estudos do folclore, da linguística e da psicanálise; os artistas do modernismo buscavam, através de sua estética própria, apontar possibilidades para o futuro do Brasil frente ao contexto e aos problemas do mundo contemporâneo. No entanto, em 1926, com a volta do historiador Gilberto Freyre de sua formação na Europa, o movimento regionalista retoma força na literatura, buscando defender a tradição regional como a principal virtude cultural brasileira. É neste período de renovação do regionalismo que o romance histórico se torna popular novamente, baseado na cultura nativista e na busca pelas origens e pela crítica à subjetividade do movimento modernista. Neste período, principalmente ao longo da década de 1930, autores como Jorge Amado e Érico Veríssimo tiveram um papel importante na popularização do romance regionalista. Com a biografia ABC de Castro Alves, publicada em 1941, Jorge Amado escreve sua primeira obra de cunho histórico. No ano seguinte, 1942, publica a biografia de Luís Carlos Prestes, intitulada O Cavaleiro da Esperança. Em 1954, publica Os Subterrâneos da Liberdade, romance em três volumes sobre a vida a política na Era Vargas. Na década de 1930, Érico Veríssimo publicou suas primeiras obras dentro do gênero histórico com a obra A Vida de Joana D'Arc, em 1935. Apesar desta primeira obra ter um caráter biográfico e voltado para o público infantil, o autor publica cinco anos depois, em 1940, seu primeiro romance histórico, intitulado Saga. A obra descreve, em forma de diário, a vida de um combatente da Guerra Civil Espanhola. Entre 1949 e 1961, Érico Veríssimo publicou a trilogia O Tempo e o Vento, uma saga de romances históricos que seguem a história da família Terra-Cambará ao longo da história do Rio Grande do Sul, de 1745 a 1945. Enquanto o primeiro romance, O Continente, fala sobre a história regional da segunda metade do século XVIII ao final do século XIX, os dois outros, O Retrato e O Arquipélago, falam do período histórico vivido por Érico Veríssimo, nascido em 1905. Esse romance histórico de Veríssimo é marcado pela busca em representar a forma como os fatos e crises históricas atingem a sociedade e os conflitos de gerações na vida política brasileira.

#### Realismo soviético
O realismo soviético enquanto escola literária e artística compreende as produções artísticas do período que vão, geralmente, de 1930 até 1960. Segundo Katerina Clark, uma das principais características do romance no realismo soviético, ou socialista, é que o papel político que a arte cumpre é diferente do colocado para as obras de literatura da Europa Ocidental. O romance realista soviético tinha a intenção de ser uma forma popular de literatura, construída com fins didáticos. Outro aspecto colocado por Clark é o papel que o romance realista soviético tem na construção dos mitos do Estado. Isso se deve à grande importância que a política e a ideologia têm na escrita dessas obras, principalmente no momento em que, segundo a autora, os valores do governo vão sendo impostos às produções culturais.
Uma caracterização possível do romance realista soviético, segundo Booker e Juraga, é que esse tipo de literatura é inseparável do seu caráter político. Construir novas formas de identidade cultural na sociedade é uma função nessas produções . Ainda segundo esses autores, o que teria ocorrido com os estudiosos desse movimento literário é que, pelo contexto político da época, formas muito complexas de arte modernista de alta qualidade foram compreendidas apenas como propaganda. Um exemplo dessa discussão é a obra de Maxim Gorki: o romance histórico mais famoso de Gorki é Klim Samgin, que narra a história da Rússia pré-revolucionária, mostrando a emergência da burguesia e o seu fim, na tomada pelos bolcheviques do poder governamental. Essa obra seria um marco nas produções do realismo socialista porque estaria apresentando a necessidade histórica da Revolução Russa ao mesmo tempo em que descreve com detalhes essa sociedade. Essa forma de escrita do romance se aproximaria profundamente, segundo Keith Booker e Dubravka Juraga, da forma de escrita de Walter Scott ao falar do declínio da sociedade escocesa de modo a vinculá-lo ao desenvolvimento do capitalismo britânico.

#### Mercado Editorial pós-1945
O romance histórico ocidental escrito no período pós Segunda Guerra Mundial tem diferenciações em relação às produções anteriores. A partir de 1945, é observado por pesquisadores do gênero literário do romance e do romance histórico que a confiança nas narrativas sobre o passado foi abalada pelas experiências daquele período. A respeito das obras britânicas, por exemplo, Margaret Scanlan observa que há uma tendência em revisitar o passado (imperial e/ou militar) já conhecido do público buscando descobrir o lado oculto e inglório que não se conhecia, desmistificando essa história comum. Essa tendência estaria conectada, segundo Scanlan, ao gradual declínio do poder britânico militar e economicamente. Um exemplo disto é a obra The Siege of Krishnapur de 1973, do autor J. G. Farrell, um romance histórico situado na Índia dos anos 1857, que traz críticas tanto à política econômica da Inglaterra quanto à noção da história enquanto progresso linear.
No contexto histórico do pós Segunda Guerra Mundial, a nível global se colocam condições de profunda mestiçagem cultural, decorrentes das migrações massivas resultantes da guerra e da descolonização no continente africano, na Ásia e na Oceania. Essas transformações, aliadas ao crescimento da economia mundialmente interligada, fizeram com que fosse percebida uma compreensão nesse período da história como algo que não é único e contínuo, mas que ao mesmo tempo não pode mais ser feito isoladamente, sem todas as outras histórias. O que pode ser concluído a respeito desse momento histórico é que a construção das análises e reflexões sobre os objetos só poderiam se dar historicamente.
O século XX é marcado pelo aumento exponencial no número de romances publicados por mulheres. Como aponta a autora Diana Wallace, a maior parte dos romances históricos escritos por mulheres ao longo do século eram voltados para o público leitor feminino. Ela defende que a popularidade dos romances históricos femininos na primeira metade do século foi importante para a formação das escritoras que nasceram a partir da década de 1950, e argumenta que os romances históricos escritos por mulheres serviram como uma das raízes da segunda onda do feminismo.
Na Síria, durante a década de 1990, muitos autores passaram a escrever romances históricos. Através de autores como Nabil Sulayman, Fawwaz Haddad, Khayri al-Dhahabi e Nihad Sirris, este movimento literário busca resgatar a tradição do romance histórico realista. Este movimento, marcado pela sua desilusão com a esfera política síria do período, é marcado pela desconfiança na figura do historiador, enxergado como um propagador de uma história oficial falsa. Estes autores buscam através do romance explorar os problemas históricos sírios, contestando muitas das narrativas historiográficas sobre história do país.
Entre a década de 1960 e 1980, uma nova fase do romance histórico se inicia no Brasil. As obras deste período, apesar de sua variedade, são marcadas pela perspectiva de um tempo de crise da ideia patriótica e otimista de nação. Neste período figuram as obras de autores como Antônio Callado, Nélida Piñon, Luiz Antonio de Assis Brasil, Ignácio de Loyola Brandão, João Ubaldo Ribeiro, Benito Barreto e Ariano Suassuna. Neste período também são publicadas diversas narrativas semi-ficcionais baseadas em relatos e memórias dos autores, como as obras de Fernando Gabeira, Alfredo Sirkis, Rodolfo Konder e Ferreira Gullar. Na década de 1990, estima-se que foram publicados mais de 110 romances históricos no Brasil.
Em Portugal, a obra de José Saramago é marcada pelo diálogo com a tradição do romance histórico português de Almeida Garret e Alexandre Herculano. No entanto, Saramago, ao mesmo tempo que referencia e homenageia estas tradições literárias, as critica através de paródias das características dessas tradições. No romance histórico Memorial do Convento, publicado em 1982, Saramago busca retratar a sociedade portuguesa barroca e os embates entre valores intelectuais e espiriturais, fazendo uso de simbolismos e associações.
Já em O Ano da Morte de Ricardo Reis, publicado em 1984, Saramago aborda a história da volta de Fernando Pessoa (usando seu pseudônimo, Ricardo Reis) a Lisboa, durante o regime salazarista. o autor Horácio Costa destaca a utilização da digressão para a construção de todos os elementos do romance: fundo e forma, enredo e linguagem.

#### Realismo mágico

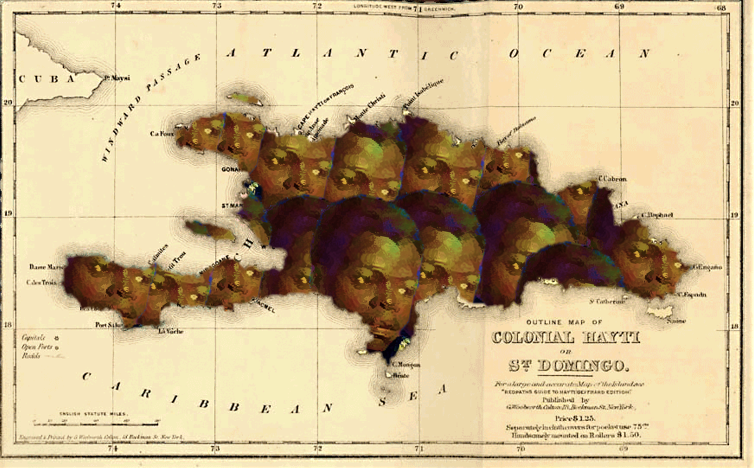
O Reino deste Mundo, 2019. Colagem digital utilizando uma pintura de Toussaint Louverture e o mapa da colônia do Haiti em 1795.

O realismo mágico, também chamado de realismo maravilhoso e realismo fantástico, é uma categoria do romance histórico contemporâneo na América Latina. Há bastante discussão entre os pesquisadores do assunto a respeito das definições conceituais do realismo mágico; para Seymour Menton, existem duas básicas: a Americanista e a Internacionalista. A compreensão americanista entende que a cultura da América Latina difere da europeia e da estadunidense por conta dos aspectos indígenas e africanos que se colocam nela. Os chamados internacionalistas, por outro lado, compreendem que o realismo mágico não é um fenômeno literário exclusivamente latino-americano. Já Adalbert Dessau define o realismo mágico como uma representação simultânea da realidade física e social dos personagens e a transformação mágica (ou mítica) que essa realidade tem no imaginário popular. Segundo a autora Helene Carol Weldt-Basson, existem críticos que não consideram o realismo mágico enquanto uma forma de romance histórico; no entanto, para a autora, se for considerado o aspecto do que ela chama de propósito histórico, as obras do realismo mágico devem ser consideradas como ficção histórica, pois eles buscam ilustrar, por meio da mitologia e do que é fantasioso, tanto a história da América Latina (que muitas vezes é mais surpreendente do que a própria ficção) quanto buscam mostrar como as crenças populares latino-americanas influenciaram as percepções de realidade e história. Dessa forma, para Helene Carol, as narrativas dessa escola literária não se utilizam da história como um pano de fundo da ficção, mas sim a entendem como parte da mensagem em questão nos textos.
O romance do realismo mágico também foi compreendido pelos críticos pela denominação de "o novo romance histórico hispano-americano". A obra que teria inaugurado esse novo modo de escrita do romance histórico na América Latina é O reino deste mundo, de Alejo Carpentier, escrito em 1949, e que chamou a atenção pela diferenciação na forma de lidar com a história na composição da obra. A partir da obra de Carpentier é que se sucederam vários escritores amplamente conhecidos por suas obras, como Gabriel García Márquez, Carlos Fuentes e Augusto Roa Bastos. Segundo o crítico Fernando Ainsa, há uma série de características do novo romance histórico latino-americano que o distinguem das produções anteriores, como a distorção consciente da história através de omissões, exageros e anacronismos; e a ficcionalização de personagens históricos bem conhecidos (que segundo Ainsa, difere do modelo usado por Walter Scott e seus sucessores). Segundo Gilnei Francisco Fleck, essas produções contribuíram para o desenvolvimento de uma consciência latino-americana verdadeira. Apesar de ser uma inovação nas produções literárias, essa nova forma do romance histórico não entrou imediatamente em atrito com as formas tradicionais, nem as substituiu; segundo Fleck, o que ocorreu foi a coexistência de modalidades de escrita desse subgênero. O romance histórico das últimas décadas do século XX também se caracteriza pelo questionamento ao fazer histórico e à história oficial, pois traz nas narrativas as vozes dos povos colonizados, que confrontam a historiografia tradicional e o passado oficial.
Além de Alejo Carpentier, também se destacam no realismo mágico as obras de Isabel Allende e Gabriel García Márquez. A obra Cem anos de solidão, de 1967, de García Márquez, sobre as guerras civis na Colômbia, é um exemplo clássico do realismo mágico na América Latina; utilizando-se de muitos recursos como as hipérboles e os elementos fantásticos, a narrativa retrata vários eventos históricos, baseando-se em crônicas históricas. Dessa forma, o livro todo seria, segundo Weldt-Basson, uma reflexão sobre a importância da história e as formas pelas quais ela pode nos ensinar a impedir infortúnios. Em Cem anos de solidão, García Márquez emprega os artifícios fantásticos, exageros e situações impossíveis em meio à narração dos eventos históricos, como uma "peste de insônia", e os médicos invisíveis de uma das personagens, de modo que a narrativa depende bastante da ironia e da sátira para criar um retrato da história da Colômbia.
Sobre os trabalhos de Isabel Allende, o mais divulgado é A casa dos espíritos, romance histórico de 1982 sobre a queda de Salvador Allende e a República Socialista do Chile. A autora é bastante comparada a Gabriel García Márquez, devido às semelhanças entre A casa dos espíritos e Cem anos de solidão; no entanto, a pesquisadora Weldt-Basson defende que os usos de Allende do realismo mágico diferenciam-se dos de García Márquez porque têm outros objetivos e imperativos que os do autor, além de apontarem o movimento do romance histórico realista mágico para uma perspectiva feminista. Weldt-Basson também afirma que a obra de Isabel Allende também difere da de Márquez porque a sua utilização do realismo mágico é bem menos exagerada (em comparação a Cem anos de solidão), de forma que a questão histórica na obra de Isabel Allende é bem mais visível e proeminente; além de personalidades históricas importantes como Salvador Allende e Augusto Pinochet aparecem na narrativa, há também o uso de documentos históricos na obra, como o discurso de Salvador Allende ao povo chileno, que é citado praticamente sem grandes alterações no romance.

#### Pós-Colonialismo
A literatura do pós-colonialismo africano, de modo geral, é inseparável de um viés político, inserido num contexto histórico.  A situação sócio-econômica e política das sociedades do continente africano depois dos movimentos de libertação nacional, com viés anticolonialista, fizeram com que o desenvolvimento das artes nessa conjuntura não fosse de maneira alguma separado dos acontecimentos da realidade. Assim, o romance histórico africano foi muito vinculado ao momento da descolonização, o que fez com que as produções do período tivessem um certo sentido de urgência história, de modo a contribuir para a construção de identidades nacionais de acordo com as novas nações independentes.
Segundo o crítico Emmanuel Obiechina, o romance africano ocidental estava crescendo junto com as várias transformações das nações em ascensão, fazendo com que os escritores se atentassem muito às influências dessas circunstâncias. Um outro aspecto em relação à escrita dos romances africanos diz respeito à dificuldade da literatura africana receber a sua devida importância enquanto movimento literário; uma preocupação era a de que escritores africanos teriam que se adaptar à forma ocidental de escrita para que fossem vistos seriamente.
O romance histórico foi um subgênero muito importante para a literatura africana desde seu início, sendo um dos primeiros trabalhos de grande repercussão o Chaka, de Thomas Mofolo. A obra narra a história de Chaka, um líder dos Zulus que os teria guiado durante uma série de batalhas, por volta de 1816, na disputa pelo estabelecimento de um grande império no sul da África. Segundo Keith Booker, a existência deste romance histórico é um lembrete de que existiam diversos aspectos das sociedades, organizações políticas e estruturas em larga escala do continente africano que não se encontravam sob domínio europeu. Booker também analisa que, dada a situação política da descolonização, o romance histórico foi, de certa forma, muito semelhante ao que este gênero literário significou para a burguesia emergente na Europa. Pela análise do Romance Histórico de György Lukács, ele ajudou a classe burguesa em ascensão a transmitir uma visão de mundo, sobre a Europa e sobre a Europa em relação ao mundo; da mesma forma, segundo Booker, teria sido o romance histórico para as nações independentes da África, pois ele foi compreendido como uma via de construção, e estabelecimento, das identidades culturais pós-coloniais.
Um dos principais desafios que os escritores de romance histórico encontraram para produzir foi a questão de que a história oficial sobre a África e os africanos era a história do colonialismo. Por isso, parte do trabalho desses autores foi o de desafiar o legado colonial, mostrando a resistência dos povos à dominação europeia. Dessa forma, é preciso destacar a importância das tradições orais para a literatura africana, bem como a característica híbrida dessa literatura, no sentido de que há nos romances históricos africanos muita influência dos romances históricos tradicionais europeus; no entanto é preciso considerar as diversas transformações que este gênero teve em sua produção no contexto da descolonização africana.

#### Contra-Narrativas

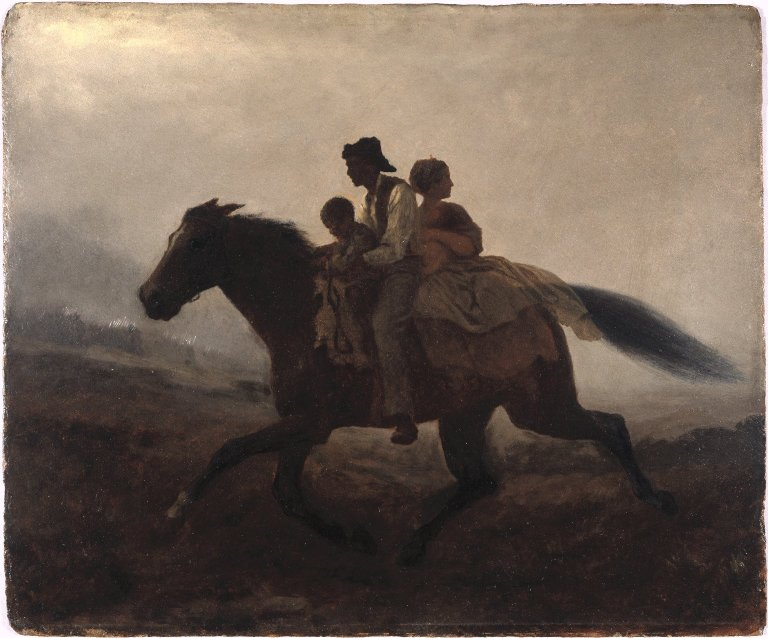
A Ride for Liberty, pintura de 1864 por Eastman Johnson representando a fuga de escravos no Sul dos Estados Unidos. A história de resistência à escravidão passou a ser um tema recorrente de muitos dos romances históricos do século XX

A partir da década de 1960, narrativas de grupos historicamente excluídos do discurso historiográfico surgem como um novo tema recorrente nos romances históricos. A ideia de multiculturalismo se tornou uma demanda das democracias após a Segunda Guerra Mundial, e a partir da perspectiva da "história vista de baixo", a historiografia e os romancistas passaram a explorar as histórias de grupos que não eram representados na historiografia e na literatura, principalmente no Ocidente. Dessa forma, na segunda metade do século XX, há um aumento significativo de romances históricos que lidam com temas como a homossexualidade em diferentes períodos, a escravidão e a história das mulheres.
Como aponta Norman Jones, o romance histórico serviu, a partir dos movimentos de contracultura na década de 1960, como um espaço para discutir a história da identidade e da sexualidade LGBT, principalmente de gays e lésbicas. Romances históricos como O menino persa, publicado em 1972 por Mary Renault e A Canção de Aquiles, publicado em 2011 por Madeline Miller, exploram o tema da homossexualidade na Antiguidade a partir do ponto de vista da relação de personagens como Alexandre, o Grande e Aquiles.
A partir da década de 1970, sobretudo nos Estados Unidos, o romance histórico que aborda a escravidão se populariza. Em um contexto de contestação civil dos movimentos negros nos Estados Unidos, este tipo de romance levanta a discussão sobre o lugar dos homens e das mulheres negras na história dos EUA, principalmente durante o século XVIII e o século XIX. Um dos primeiros romances desse gênero foi Kindred, escrito por Octavia Butler e publicado em 1979, contando a história de uma escritora afro-americana que é transportada do ano de 1976 para 1815, no auge do sistema escravista das plantations no sul dos EUA. Os romances históricos sobre a escravidão tratam, dessa forma, não apenas da escravidão em si, mas do impacto dela na sociedade, e a questão da memória e da identidade das pessoas negras na sociedade contemporânea. Uma característica comum destes romances é a estrutura narrativa não-linear, em que os eventos não seguem necessariamente uma ordem cronológica. Essa estrutura narrativa é relacionada ao tema da memória que costumeiramente faz parte das histórias, a partir da ideia da dificuldade em verbalizar um passado traumático.
Ao longo da segunda metade do século XX, mas principalmente a partir da década de 1990, surge uma nova tendência entre algumas escritoras do gênero em escrever histórias protagonizadas por personagens históricas femininas, de forma a explorar o papel e a agência destas mulheres em seus contextos, assim como suas aspirações políticas e sua sexualidade. Dentro deste movimento estão autoras como Margaret Atwood, autora de Criminosa ou inocente?, publicado em 1996, e Philippa Gregory, autora de diversos romances históricos, entre eles A Irmã de Ana Bolena, publicado em 2001. Nas obras, autoras como Gregory e Atwood utilizam-se da tensão entre ficção e fato histórico para escrever narrativas sobre suas personagens históricas, com o objetivo de criticar e se contrapôr a um cânone literário que é formado em sua maioria por autores homens, em narrativas que costumeiramente remetem as personagens femininas à uma posição de passividade.

## Debates

### Anacronismo
Uma das principais críticas ao romance histórico, colocada desde o século XVII, reside na sua incapacidade de separar a realidade histórica das invenções ficcionais dos autores.
Um outro aspecto levantado é que, por se tratar de uma abordagem literária e ficcional do passado, o romance histórico como um gênero literário tende a passar ao leitor concepções erradas sobre a história. O próprio Walter Scott, em cartas e prefácios de seus livros, afirmava que, apesar da importância da pesquisa histórica por parte do autor a fim de assegurar que a história presente nos romances pareça autêntica, alguns fatos eram impossíveis de se obter. Na sua visão, independentemente do tempo de pesquisa que o autor dedique para estudar os costumes e as linguagens de uma população, alguns detalhes sempre vão estar errados.
Ainda assim, muitas sociedades de antiquários criticavam os romances de Scott, apontando diversos erros e anacronismos encontrados nas obras. Scott afirmava que a leitura feita por esses críticos era uma leitura com falta de imaginação. Em uma de suas obras, Peveril of the Peak, escreve, como resposta:

Os conteúdos da história são acessíveis a todos, e não são esgotados ou empobrecidos pelas partes que lhe são pegas emprestadas, assim como uma fonte não é drenada de água quando subtraímos uma parte dela para propósitos domésticos. E em resposta à sombria acusação de falsidade contra uma narrativa anunciada positivamente como sendo fictícia, pode-se apenas responder com a exclamação do Prior - Caramba, deve alguém jurar a verdade de uma canção?Original (em inglês): The stores of history are accessible to every one, and are no more exhausted or impoverished by the hints thus borrowed from them than the fountain is drained by the water which we subtract for domestic purposes. And in reply to the sober charge of falsehood against a narrative announced positively to be fictitious, one can only answer by Prior's exclamation - 'Odzooks, must one swear to the truth of a song?'— Walter Scott em Peveril of the Peak (1822), p.129-130 (em inglês)
O historiador e romancista contemporâneo, Ian Mortimer, aponta que a invenção de fatos ocorre naturalmente na escrita do romance histórico. De acordo com ele, independente da quantidade de pesquisa feita por um romancista ou historiador, alguns fatos sobre o passado são impossíveis de se saber, e que, enquanto o historiador se atém apenas às evidências disponíveis, o romancista preenche as lacunas com aspectos ficcionais e suposições. Para Mortimer, no entanto, isso marca uma virtude da ficção histórica como um todo, por levantar questionamentos sobre o passado que a escrita formal da história não costumam levantar.

### Aprendizado histórico
Um dos principais argumentos em favor do romance histórico é que, apesar de seus aspectos ficcionais, ele serve como uma literatura de fácil acesso a conceitos, contextos e argumentos presentes em obras historiográficas. Alguns autores apontam, por exemplo, que um dos grandes historiadores alemães do século XIX, Leopold von Ranke, se interessou inicialmente pelo estudo da história após ler as obras de Walter Scott.
O romance histórico é utilizado no contexto escolar do século XXI como forma de desenvolver noções históricas nos alunos. A partir de uma perspectiva construtivista de pedagogia, o autor Grant Rodwell afirma que a utilização de romances históricos em sala de aula, em complemento com as intervenções do professor, é importante no desenvolvimento de capacidades importantes relacionadas à História, como a diferenciação entre os diferentes tempos históricos (passado e presente), os conceitos de causalidade  e as conexões entre a sociedade contemporânea com o passado. Ele defende que a narrativa ficcional do romance permite ao aluno compreender os processos históricos de forma mais direta, acessando o passado pelo ponto de vista dos personagens e de suas vidas cotidianas. Rodwell argumenta que o romance histórico tem o potencial de atingir os alunos e de dar materialidade ao passado mais efetivamente que os livros didáticos tradicionais.

### Eurocentrismo
Apesar de ser consenso entre os historiadores que, a partir do século XIX, o romance histórico se tornou um fenômeno global, sobretudo a partir da publicação e tradução das obras de Walter Scott, alguns autores, como Jerome de Groot, questionam a adaptabilidade do gênero às culturas locais e aos contextos nacionais de cada país. O romance é um gênero literário que tem raízes europeias, se desenvolveu inicialmente na Grã-Bretanha, e com noções europeias de história, de civilização e de sociedade. Nesse sentido, a partir do momento em que o romance histórico se internacionaliza e se populariza nos diferentes contextos nacionais, De Groot questiona o quanto o gênero do romance histórico possibilita a adaptação para culturas e para histórias de fora da Europa.
A autora Susan Brantly contrapõe as ponderações de De Groot com a ideia de que os romances históricos, a partir da década de 1960, passam a ser utilizados por muitos autores de fora da Europa - e também por autores pertencentes à minorias - como forma de subverter e criticar as convenções do gênero literário.

### Artigos científicos
- Anderson, Perry (2007). «Trajetos de uma forma literária». Centro Brasileiro de Análise e Planejamento. Novos Estudos (77): 205-220. doi:10.1590/S0101-33002007000100010

- Bawardi, Basiliyus (2008). «First Steps in Writing Arabic Narrative Fiction: The Case of Ḥadīqat al-Akhbār». Die Welt des Islams. 48 (2): 170-195

- Booker, Michael Keith; Juraga, Dubravka (1997). «The Reds and the Blacks: the Historical Novel in the Soviet Union and Postcolonial Africa». Studies in the Novel. 29 (3): 274-296

- Charbel, Felipe (2020). «The New Faces of the Historical Novel». Ouro Preto. História da Historiografia: International Journal of Theory and History of Historiography. 13 (32): 19-46. doi:10.15848/hh.v13i32.1530

- Chase, Jefferson S. (2003). «The Homeless Nation: The Exclusion of Jews in and from Early Nineteenth-Century German Historical Fiction». Jewish Culture and History. 6 (1): 61-74. doi:10.1080/1462169X.2003.10511985

- Charbel, Felipe (2020). «The New Faces of the Historical Novel». Ouro Preto. História da Historiografia: International Journal of Theory and History of Historiography. 13 (32): 19-46. doi:10.15848/hh.v13i32.1530

- Freitas, Renata dal Sasso (2018). «A experiência moderna de tempo em The Antiquary (1816), de Walter Scott». Topoi. 19 (38): 35-57. doi:10.1590/2237-101x01903802

- Costa, Horácio (1999). «José Saramago e a tradição do romance histórico em Portugal». São Paulo. Revista USP. 44 (40): 98-104

- Davis, Thomas S. (2014). «The Historical Novel at History's End: Virginia Woolf's The Years». Twentieth-Century Literature. 60 (1)

- Esteves, Antonio R. (2007). «O romance histórico brasileiro no final do século XX: quatro leituras». Porto Alegre. Letras de Hoje. 42 (4)

- Ferreira, João Paulo (2018). «Jorge Amado: do romance proletário ao romance histórico. Uma discussão sobre mediações da forma estética e conteúdo sócio-histórico». Marx e o Marxismo. 6 (10)

- Freitas, Renata dal Sasso (2018). «A experiência moderna de tempo em The Antiquary (1816), de Walter Scott». Topoi. 19 (38): 35-57. doi:10.1590/2237-101x01903802

- Griffiths, Elystan (2004). «A Nation of Provincials? German Identity in Gustav Freytag's Novel Cycle Die Ahnen (1872-80)». Monatshefte. 96 (2): 220-233

- Hamnett, Brian (2006). «Fictitious Histories: The Dilemma of Fact and Imagination in the Nineteenth-Century Historical Novel». Essex. European History Quarterly. 36 (1): 31-60. doi:10.1177/0265691406059611

- Hatfield, Henry C. (1951). «Realism in the German Novel». Comparative Literature. 3 (3): 234-252

- Hill, Peter (2017). «Thomas Philipp, Jurji Zaidan and the Foundations of Arab Nationalism, with Selected Writings by Jurji Zaidan translated by Hilary Kilpatrick and Paul Starkey, Syracuse Press in Cooperation with the Zaidan Foundation, Syracuse, NY, 2010, 451 pp.». Revue des mondes musulmans et de la Méditerranée (142). Cópia arquivada em 28 de fevereiro de 2018

- Hill, Christopher (2007). «How to Write a Second Restoration: The Political Novel and Meiji Historiography». The Journal of Japanese Studies. 33 (2): 337-356

- Holt, Elizabeth M. (2009). «Narrative and the Reading Public in 1870s Beirut». The Journal of Arabic Literature. 40 (1): 37-70

- Iwakami, Haruko (2002). «The Brontës in Japan: How Jane Eyre was received in the Meiji Period (1868–1912)». Brontë Studies. 27 (2): 91-99

- Jameson, Frederic (2007). «O romance histórico ainda é possível?». Centro Brasileiro de Análise e Planejamento. Novos Estudos (77): 185-203. doi:10.1590/S0101-33002007000100009

- Lokke, Kari (2009). «Charlotte Smith's Desmond: The Historical Novel as Social Protest». Women's Writing. 16 (1): 60-77. doi:10.1080/09699080902768273

- Osei-Nyame, Kwadwo (1999). «Pan-Africanist Ideology and the African Historical Novel of Self-Discovery: The Examples of Kobina Sekyi and J. E. Casely Hayford». Journal of African Cultural Studies. 12 (2): 137-153. JSTOR 1771868

- Lopes, Rodrigo Smaha; Fleck, Gilmei Francisco (2013). «Xiconténcatl (1826): Primeiro Romance Histórico Latino-Americano». Darandina. 6 (2): 1-11

- Milasi, Luca (2011). «History as it is or history ignored? The search for a "new" Historical Fiction in Meiji Japan». Roma. Rivista Degli Studi Orientali: 1-10

- Markert, John (1985). «Romance publishing and the production of culture». Amsterdã. Poetics: 69-93

- Morson, Gary Saul (1991). «Bakhtin, Genres, and Temporality». Johns Hopkins University Press. New Literary History. 22 (4): 1071-1092. Cópia arquivada em 25 de outubro de 2016

- Moscato, Daniela Casoni; DeNipoti, Cláudio (2013). «A obra em pé de página: As notas de rodapé nos livros indigenistas de José de Alencar». Florianópolis. Esboços. 20 (29): 88-104. Cópia arquivada em 8 de julho de 2019

- Overmeire, Ben Van (2016). The Journal of Popular Culture. 49 (5): 1125-1146

- Santos, Donizeth (2009). «O Tempo e o Vento: Romance Histórico e Romance Político». Porto Alegre. Cadernos do IL. 1 (39): 96-194

- Santos, Pedro Brum (2011). «Literatura e Intervenção: Romance Histórico no Brasil». Floema. 7 (9): 283-303

- Schalk, David L. «Zola and History: The Historian and Zola». Historical Reglections. 20 (1): 77-93. Cópia arquivada em 20 de julho de 2019

- Slotkin, Richard (2005). «Fiction for the purposes of History». Rethinking History. 9 (2). Cópia arquivada em 13 de fevereiro de 2019.

- Stevens, Anne (2001). [htps://digitalscholarship.unlv.edu/english_fac_articles/23 «Tales of Other Times: A Survey of British Historical Fiction 1770-1812»]. Cardif Corvey: Reading the Romantic Text. 7. Cópia arquivada em 25 de fevereiro de 2016

- Suvorov, Mikhail Nikolaevich (2018). «Historical Novel in Modern Literature of Yemen». Eurasian Arabic Studies (1): 87-94

- Teo, Hsu-Ming (2011). «Historical fiction and fictions of history». Rethinking History. 15 (2): 297-313. Cópia arquivada em 13 de fevereiro de 2019.

- Theodorakopoulos, Elena (2012). «Women's writing and the classical tradition». Birmingham. Classical Receptions Journal. 4 (2): 149-162. doi:10.1093/crj/cls016. Cópia arquivada em 3 de junho de 2018

- Thomas, L. H. C. (1950). «The Literary Reputation of Willibald Alexis as an Historical Novelist». The Modern Language Review. 45 (2): 195-214

- Wood, Sarah (2007). «Exorcizing the past: the slave narrative as historical fantasy». Feminist Review. 85 (1): 83-96

- Zolbrod, Leon (1966). «The Appearance of the Historical Novel in Late Eighteenth Century and Early Nineteenth Century Japan». The Journal of Asian Studies. 25 (3): 485-498

### Livros
- Allen, Roger (1982). «The early development of the Arabic novel tradition». The Arabic Novel: an historical and critical introduction. Siracusa: Syracuse University Press. pp. 19–45

- Allen, Roger (2017). «The Arabic Novel and History». In:  Hassan, Waïl S. The Oxford Handbook of Arab Novelistic Traditions. Oxford: Oxford University Press. pp. 49–66

- Allen, Roger (2000). «Sindbad the Sailor and the early Arabic Novel». In:  Boullata, Issa J.; Abdel-Malek, Kamal; Hallaq, Wael B. Tradition, Modernity and Postmodernity in Arabic Literature. Boston: Brill

- Anderson, Benedict (2000). «From Imagined Communities: Reflections on the Origin and Spread of Nationalism». In:  McKeon, Michael. Theory of the Novel: a Historical Approach. Baltimore: Johns Hopkins University Press. pp. 414–434

- Booker, Michael Keith (2009). «The African historical novel». In:  Francis Abiola, Irele. The Cambridge Companion to the African Novel. Cambridge: Cambridge University Press. pp. 142–158

- Bourdaghs, Michael K. (2003). «Introduction». The Dawn that never comes: Shimazaki Toson and Japanese nationalism. Nova Iorque: Columbia University Press. pp. 1–19

- Brantly, Susan C. (2017). «Introduction». The Historical Novel, Transnationalism, and the Postmodern Era: Presenting the Past. Nova Iorque: Routledge. pp. 1–16

- Bukh, Alexander (2008). «Historical memory and Shiba Ryōtarō: Remembering Russia, Creating Japan». In:  Saaler, Sven; Schwentker, Wolfgang. The Power of Memory in Modern Japan. Folkestone: Global Oriental. pp. 96–115

- Chakrabarty, Dipesh (2000). «Minority Histories, Subaltern Pasts». Provincializing Europe: Postcolonial thought and Historical Difference. Oxfordshire: Princeton University Press. pp. 97–116

- Chakrabarty, Dipesh (2000). «Postcoloniality and the Artfice of History». Provincializing Europe: Postcolonial thought and Historical Difference. Oxfordshire: Princeton University Press. pp. 27–46

- Chaves, Castelo Branco (1980). O romance histórico no romantismo português. Lisboa: Instituto de Cultura Portuguesa. 88 páginas

- Clark, Katerina (1981). «Preface». The Soviet Novel: History as Ritual. Chicago: The University of Chicago Press. pp. ix–xiv

- Cohen, Margaret; Dever, Carolyn (2001). «Introduction». The Literary Channel: The Inter-National Invention of the Novel. Nova Jérsei: Princeton Unversity Press. pp. 1–35

- Connor, Steven (1996). «Histories». The English Novel in History, 1950-1995. Londres e Nova Iorque: Routledge. pp. 128–165

- Cooper, Katherine; Short, Emma (2012). «Histories and heroines: the female figure in contemporary historical fiction». The Female Figure in Contemporary Historical Fiction. Nova Iorque: Palgrave Macmillan. pp. 1–22

- Dickens, Charles (2011). «Prefácio». Um Conto de Duas Cidades. São Paulo: Nova Cultural. 9 páginas

- Eco, Umberto (2014). «Postscript». The Name of The Rose. Traduzido por Dixon, Richard. Boston: Mariner. pp. 497–578

- Esteves, Antônio R. (2010). «Narrativas de extração histórica: sob o signo do hibridismo». O romance histórico brasileiro contemporâneo (1975-2000). São Paulo: UNESP. pp. 17–74

- Fleishman, Avrom (1971). «Experiment and Renewal». The English historical novel; Walter Scott to Virginia Woolf. Baltimore: Johns Hopkins Press. pp. 208–258

- Fluck, Winfred (2011). «The nineteenth-century historical novel». The Cambridge History of the American Novel. Cambridge: Cambridge University Press. pp. 117–134

- Groot, Jerome de (2010). The Historical Novel. Nova Iorque: Routledge. 200 páginas

- Humphrey, Richard (1986). «The Historical Novel and the Historical Report - A Study of Theodor Fontane: Von der Sturm (1878)». The historical novel as philosophy of history: three German contributions: Alexis, Fontane, Döblin. Londres: The Institute of Germanic Studies. pp. 101–126

- Jones, Norman W. (2007). «Introduction - Spot the Homo: Definitions». Gay and Lesbian Historical Fiction: sexual mystery and post-secular narrative. Nova Iorque: Palgrave Macmillan. pp. 1–40

- Koditschek, Theodore (2011). «Imagining a Greater Britain: the Macaulays and the liberal romance of Empire». Liberalism, Imperialism, and the Historical Imagination: Nineteenth-Century Visions of a Greater Britain. Cambridge: Cambridge University Press. pp. 99–150

- Lukács, György (2011). O Romance Histórico. São Paulo: Boitempo. 438 páginas

- Maxwell, Richard (2009). «History in glimpses, or, how historical fiction survived the eighteenth century». The Historical Novel in Europe, 1650-1950. Cambridge: Cambridge University Press. pp. 11–58

- Maxwell, Richard (2009). «Inundations of time: Scott's reinvention of the historical novel». The Historical Novel in Europe, 1650-1950. Cambridge: Cambridge University Press

- Meyer, Stefan G (2001). «Recovering the Past: The "Arabization" of the Novel». The Experimental Arabic Novel: Postcolonial Literary Modernism in the Levant. [S.l.]: SUNY Press. pp. 71–104

- Mayer, Robert (1997). «Conclusion». History and the Early English Novel: Matters of Fact from Bacon to Defoe. Cambridge: Cambridge University Press. pp. 227–239

- Moretti, Franco (2003). «O romance, o Estado-nação». Atlas do romance europeu: 1800-1900. São Paulo: Boitempo. pp. 23–86

- Mucignat, Rosa (2013). «Making Worlds». Realism and space in the novel, 1795-1869: imagined geographies. Surrey: Ashgate. pp. 5–30

- Nunes, Ana (2011). «Conclusion». African American Women Writer's Historical Fiction. Nova Iorque: Palgrave Macmillan. pp. 171–178

- Orel, Harold (1995). «Scott's Legacy». The historical novem from Scott to Sabatini. Hampshire: Macmillian Press. pp. 6–14

- Povolo, Claudio (2014). «Introduction». The Novelist and the Archivist: Fiction and History in Alessandro Manzoni's The Betrothed. Frankfurt: Springer

- Price, Fiona (2016). «Introduction». Reinventing Liberty: Nation, Commerce and the British Historical Novel from Walpole to Scott. Edimburgo: Edinburgh University Press. pp. 1–22. JSTOR 10.3366/j.ctt1bh2jss.4

- Price, Fiona (2016). «The Labours of History». Reinventing Liberty: Nation, Commerce and the British Historical Novel from Walpole to Scott. Edimburgo: Edinburgh University Press. pp. 59–98. JSTOR 10.3366/j.ctt1bh2jss.4

- Ragusa, Olga (2003). «Alessandro Manzoni and developments in the historical novel». In:  Bondanella, Peter; Ciccarelli, Andrea. The Cambridge Companion to the Italian Novel. [S.l.]: Cambridge University Press. pp. 42–60

- Rodwell, Grant (2013). «Pedagogical Dimensions of Historical Novels and Historical Literacy». Whose History?. [S.l.]: University of Adelaide Press. pp. 29–44

- Said, Edward (2011). «Visão Consolidada». Cultura e Imperialismo. São Paulo: Companhia das Letras. pp. 88–232

- Sanders, Andrew (1978). «Preface». The Victorian Historical Novel 1840-1880. Hampshire: Macmillian Press. pp. IX–XI

- Sanders, Andrew (1978). «Introduction». The Victorian Historical Novel 1840-1880. Hampshire: Macmillian Press. pp. 1–31

- Shaw, Harry E. (2018). «An Approach to the Historical Novel». The Forms of Historical Fiction: Sir Walter Scott and His Successors. Ithaca: Cornell University Press

- Stevens, Anne (2010). «Historical Novels, 1784-1813». British Historical Fiction before Scott. Nova Iorque: Palgrave Macmillan. pp. 76–122

- Sullivan, Daniel J. (2010). «Yamada Bimyō's "Musashino" and the Development of Early Meiji Historical Fiction». In:  Williams, Philip F. Asian literary voices: from marginal to mainstream. Amterdam: Amsterdam University Press. pp. 31–40

- Ungarianu, Dan (2007). Plotting History: The Russian Historical Novel in the Imperial Age. Madison: The University of Wisconsin Press. 349 páginas

- Wallace, Diana (2005). «The historical novel: history and criticism». The Woman's Historical Novel: British Women Writers, 1900-2000. Nova Iorque: Palgrave Macmillan. pp. 8–14

- Watt, Ian (2010). «O realismo e a forma romance». A Ascensão do Romance. São Paulo: Companhia das Letras. pp. 9–36

- Watt, Ian (2010). «O público leitor e o surgimento do romance». A Ascensão do Romance. São Paulo: Companhia das Letras. pp. 37–62

- Weldt-Basson, Helene Carol (2013). «Introduction: Feminism and Postcolonialism - New Directions in Latin American Historical Fiction». Redefining Latin American Historical Fiction. Nova Iorque: Palgrave Macmillan. pp. 1–46

- Welge, Jobst (2014). «Periphery and Genealogical Discontinuity: The Historical Novel of the Celtic Fringe (Maria Edgeworth and Walter Scott)». Genealogical Fictions: Cultural Periphery and Historical Change in the Modern Novel. Baltimore: Johns Hopkins University Press. pp. 16–37

- Wesseling, Elizabeth (1991). «Fiction Historical and Scientific». Writing History as Prophet: Postmodernist Innovations of the Historical Novel. Amsterdam: John Benjamins. pp. 93–115

- Woolf, Daniel (2014). «O império de clio - A historiografia europeia na Ásia, nas Américas e na África». Uma História Global da História. Traduzido por Souza, Caesar. [S.l.]: Vozes. pp. 423–482

- Zimmerman, Everett (1996). «Skeptical Historiography and the Constitution of the Novel». The Boundaries of Fiction: History and the Eighteenth-century British Novel. Ithaca: Cornell University Press. pp. 11–55

### Teses e Dissertações
- Amores, Gabriela Quirante (2017). La novela histórica escrita por mujeres en centroamérica durante la primera mitad del siglo XX (PDF) (Tese de doutorado). Alicante. Expediente: Universidad de Alicante. Cópia arquivada (PDF) em 25 de junho de 2019

- Moretti, Stella (2016). «The Invention of Scottish National Identity». The Highlands in the Romantic Novel: Culture and Identity in Early 19th-century Scottish Literature (Tese de Doutorado) (em inglês). Veneza: Università Ca'Foscari Venezia. pp. 8–120

- Royston, Edward J. (2018). Some notes towards a rhetoric of time travel (Tese de doutorado). Denton. Expediente: Texas Woman's University. Cópia arquivada em 28 de maio de 2019

- Tresoldi, Tiago (2010). «Do romance histórico entre "história" e "ficção"». A teorização e a prática do romance histórico em Os noivos, de Alessandro Manzoni (Dissertação de Mestrado). Rio Grande: Universidade Federal do Rio Grande. pp. 26–56

### Páginas da Web
- Marshall, Alan (2011). «Restoration: fact and fiction in the stores of history, (review no. 1176)». Institute of Historical Research. Cópia arquivada em 28 de setembro de 2020

- Mortimer, Ian (2019). «Porque os historiadores deveriam escrever ficção». Traduzido por Terres, Pedro T. Ouro Preto: HH Magazine. Consultado em 26 de maio de 2019. Cópia arquivada em 28 de março de 2019

- Phillpott, Matthew J. (2011). «A Brief History of Historical fiction». Institute of Historical Research. Cópia arquivada em 13 de fevereiro de 2019

### Vídeos
- Holsinger, Bruce (2013a). The Pre-History of Historical Fiction. Plagues, Witches and War: The Worlds of Fictional History (em inglês). Charlottesville: University of Virginia. Consultado em 22 de maio de 2019. Cópia arquivada em 23 de maio de 2019 – via Coursera

- Holsinger, Bruce (2013b). Differentiating fiction and history in the 18th and 19th century. Plagues, Witches and War: The Worlds of Fictional History (em inglês). Charlottesville: University of Virginia. Consultado em 22 de maio de 2019. Cópia arquivada em 31 de março de 2019 – via Coursera

- Holsinger, Bruce (2013c). A look at Sir Walter Scott and work of the 18th century. Plagues, Witches and War: The Worlds of Fictional History (em inglês). Charlottesville: University of Virginia. Consultado em 22 de maio de 2019. Cópia arquivada em 31 de março de 2019 – via Coursera

- Holsinger, Bruce (2013d). The global reach of the historical fiction genre. Plagues, Witches and War: The Worlds of Fictional History (em inglês). Charlottesville: University of Virginia. Consultado em 22 de maio de 2019. Cópia arquivada em 31 de março de 2019 – via Coursera

- Holsinger, Bruce (2013e). Defining the  genre. Plagues, Witches and War: The Worlds of Fictional History (em inglês). Charlottesville: University of Virginia. Consultado em 26 de maio de 2019. Cópia arquivada em 26 de maio de 2019 – via Coursera